# Socialismo nos Estados Unidos
O Socialismo nos Estados Unidos da América teve fortes influências nas sociedades fora e dentro do país, sendo um movimento social historicamente fora dos partidos tradicionais e bastante expressivo na história norte-americana e surgindo relevância na segunda metade do século XIX como um movimento idealista, reformista e democratico. Ele começou com comunidades utópicas no início do século XIX, como os Shakers, o ativista visionário Josiah Warren e comunidades intencionais inspiradas por Charles Fourier. Ativistas trabalhistas, geralmente imigrantes britânicos, alemães ou judeus, fundaram o Socialist Labor Party (Partido Socialista do Trabalho) em 1877. O Partido Socialista da América foi criado em 1901. Naquela época, o anarquismo também se estabeleceu em todo o país, enquanto socialistas de diferentes tendências estiveram envolvidos nas primeiras organizações e lutas trabalhistas americanas, que atingiram um ponto alto no caso Haymarket, em Chicago, que iniciou o Dia Internacional do Trabalhador como o principal feriado dos trabalhadores em todo o mundo. (O Dia do Trabalho nos Estados Unidos é comemorado na primeira segunda-feira de setembro) e fazendo da jornada de oito horas um objetivo mundial por organizações de trabalhadores e partidos socialistas em todo o mundo.
Sob o candidato presidencial do Partido Socialista da América Eugene V. Debs, a oposição socialista à Primeira Guerra Mundial levou à repressão governamental conhecida coletivamente como a Primeira Ameça Vermelha. O Partido Socialista declinou na década de 1920, mas, no entanto, muitas vezes candidatava Norman Thomas à presidência. Na década de 1930, o Partido Comunista dos EUA assumiu importância nas lutas trabalhistas e raciais, enquanto sofreu uma divisão que convergiu no Partido Socialista dos Trabalhadores Trotskista. Na década de 1950, o socialismo foi afetado pelo macarthismo e na década de 1960 foi revivido pela radicalização geral trazida pela Nova Esquerda e outras lutas e revoltas sociais. Na década de 1960, Michael Harrington e outros socialistas foram chamados para ajudar o governo Kennedy e, em seguida, a Guerra à Pobreza e a Grande Sociedade da administração Johnson, enquanto os socialistas também desempenharam papéis importantes no movimento pelos direitos civis, inclusive organizações do movimento negro, como o Partido dos Panteras Negras. Influentes intelectuais norte-americanos, especialmente judeus, mulheres e do movimento negro participaram de partidos socialistas e comunistas, dentre eles: W.E.B. Du Bois, Harry Haywood, James Patrick Cannon, Elizabeth Gurley Flynn, Claudia Jones, Franz Boas, Ashley Montagu e Max Shachtman; sendo o discurso deste fortemente influenciado pelo discurso de Lênin de emancipar as nações subjugadas pelo imperialismo e mais tarde pelo discurso não alinhado de Mao Tsé-Tung Eles eram membros do movimento socialista, e inclusive movimento comunista o país pregava uma solidariedade por classe anterior à da raça. O movimento comunista russo esteve fortemente articulado com setores da sociedade norte-americana pelo menos desde 1905, chegando a inclusive dar suporte a NEP além de receber como exilado o Leon Trótski antes da Revolução na Europa e o movimento negro comunista norte-americano chegou a dar uma base ideológica e política para a descolonização de países como Gana e a posterior ideologia pan-africanista, além de ter apoiado depois a saída da Rússia da Primeira Guerra Mundial. Os EUA também deportaram seus radicais para a URSS de Lenin. O movimento também influenciou a doutrina objetivista de Ayn Rand cujo pensamento foi simbiótico com o Confederalismo democrático inventado pelo anarco-socialista Murray Bookchin.
O socialismo nos Estados Unidos tem sido composto de muitas tendências, muitas vezes em desacordos importantes entre si, pois inclui socialistas utópicos, social-democratas, socialistas democráticos, comunistas, trotskistas e anarquistas. O movimento socialista nos Estados Unidos tem sido historicamente relativamente fraco. Ao contrário dos partidos socialistas na Europa, Canadá e Oceania, um grande partido social-democrata nunca se materializou nos Estados Unidos e o movimento socialista permanece marginal, "quase único em sua impotência entre as democracias ocidentais". Vários membros do governo norte-americano desde os anos 70 já simpatizaram em algum momento da sua vida com alguma ideologia socialista e uma parte da mídia já associou principalmente os neoconservadores e criacionistas ao trotskismo, alegando que ele chegou a influenciar os 2 partidos principais do país. Nos Estados Unidos, o socialismo "traz estigma considerável, em grande parte por sua associação com regimes comunistas autoritários". Ao escrever para o The Economist, Samuel Jackson argumentou que nos Estados Unidos a palavra socialismo tem sido usada como um termo pejorativo sem definição clara por conservadores e libertários para manchar políticas, propostas e figuras públicas liberais e progressistas. No entanto, um artigo de 2013 no The Guardian afirmou: "Ao contrário da crença popular, os americanos não têm alergia inata ao socialismo". Ele observou que Milwaukee teve vários prefeitos socialistas como Emil Seidel, Daniel Hoan e Frank Zeidler, enquanto o candidato presidencial do Partido Socialista Eugene V. Debs conquistou quase um milhão de votos nas eleições presidenciais de 1920. O socialista democrata autodeclarado Bernie Sanders conquistou 13 milhões de votos nas primárias presidenciais do Partido Democrata de 2016, obtendo considerável apoio popular, principalmente entre a geração mais jovem e a classe trabalhadora. Os socialistas americanos romperam em parte com o neoliberalismo na década de 10 também de maneira tardia. No século XXI, há acadêmicos em economia que apoiam o socialismo para salvar o capitalismo e os presidentes Obama e Trump tem estimulado políticas sociais como movimento em suas presidências.

## Século XIX

### Socialismo utópico americano e comunidades utópicas

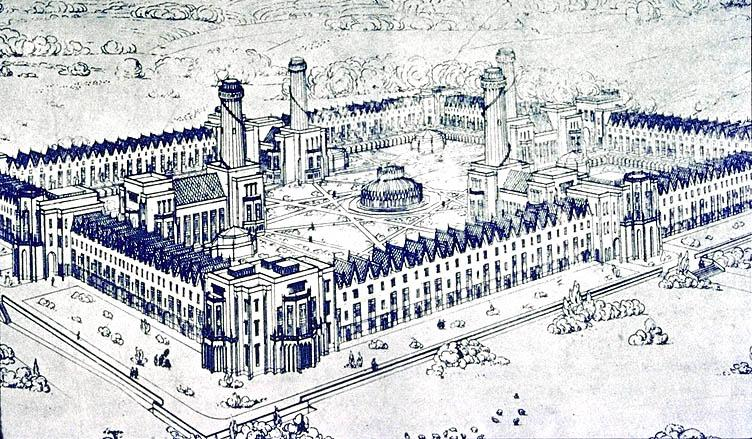
Nova Harmonia, como visionada por Robert Owen

O socialismo utópico foi o primeiro movimento socialista americano. Os utópicos tentaram desenvolver sociedades socialistas modelo para demonstrar as virtudes de sua marca de crenças. A maioria das ideias socialistas utópicas se originou na Europa, mas os Estados Unidos eram frequentemente o local para os próprios experimentos. Muitas experiências utópicas ocorreram no século XIX como parte desse movimento, incluindo Brook Farm, New Harmony, Shakers, as Amana Colonies, Oneida Community, Os Icarianos, Bishop Hill Commune, Aurora, Oregon e Bethel, Missouri.
Robert Owen, um rico industrial galês, voltou-se para a reforma social e o socialismo e, em 1825, fundou uma colônia comunitária chamada New Harmony, no sudoeste de Indiana. O grupo derrocou-se em 1829, principalmente devido ao conflito entre ideólogos utópicos e pioneiros não ideológicos. Em 1841, os utópicos transcendentalistas fundaram a Fazenda Brook, uma comunidade baseada no tipo de socialismo do francês Charles Fourier. Nathaniel Hawthorne foi um membro dessa comunidade de vida curta, e Ralph Waldo Emerson recusou convites para participar. O grupo teve problemas para alcançar a estabilidade financeira e muitos membros foram embora, enquanto o líder George Ripley voltava-se cada vez mais para a doutrina de Fourier. Toda a esperança de sua sobrevivência foi perdida quando o caro edifício principal, inspirado em Fourier, queimou enquanto estava em construção. A comunidade se dissolveu em 1847.

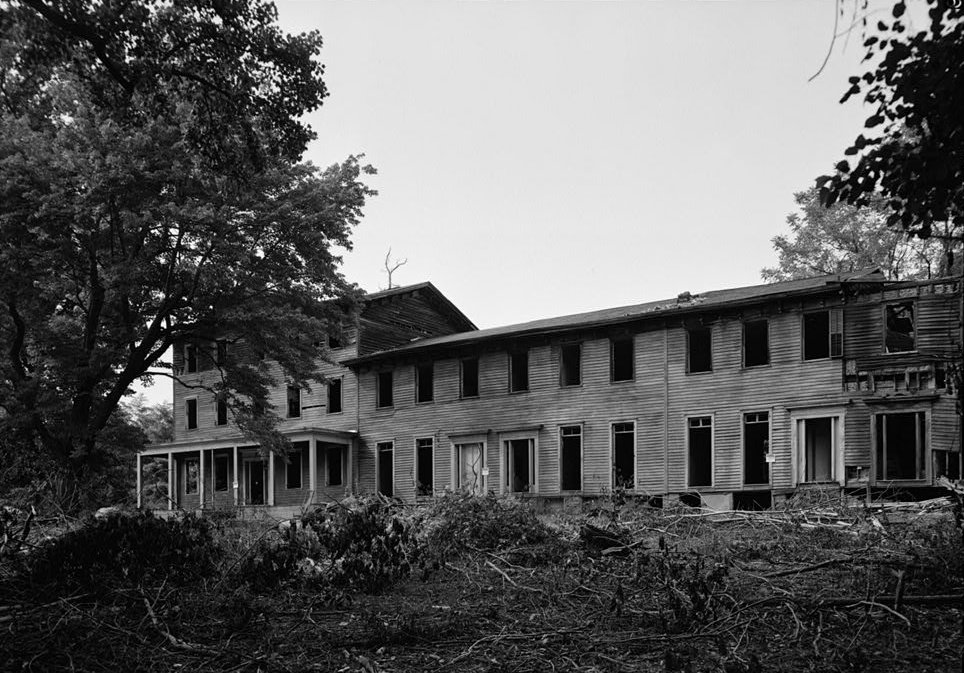
A Falange Norte-Americana

Fourieristas também tentaram estabelecer uma comunidade no Condado de Monmouth, Nova Jersey. A comunidade Falange Norte-Americana construiu um falanstério — conceito de Fourier de uma estrutura viva comunal — de duas casas de fazenda e uma anexo que ligava ambas. A comunidade durou de 1844 a 1856, quando um incêndio destruiu a farinha, as serrarias e várias oficinas da comunidade. A comunidade já havia começado a declinar após um cisma ideológico em 1853. O socialista francês Étienne Cabet, frustrado na Europa, procurou usar seu movimento icariano para substituir a produção capitalista por cooperativas de trabalhadores. Ele se tornou o advogado socialista mais popular de sua época, com um apelo especial aos artesãos ingleses que estavam sendo solapados pelas fábricas. Na década de 1840, Cabet levou grupos de emigrantes a fundar comunidades utópicas no Texas e Illinois. No entanto, seu trabalho foi prejudicado por muitas brigas com seus próprios seguidores.
O socialismo utópico atingiu o nível nacional ficcionalmente no romance de Edward Bellamy, de 1888, Looking Backward, uma representação utópica de um Estados Unidos socialista no ano 2000. O livro vendeu milhões de cópias e se tornou um dos livros americanos mais vendidos do século XIX. Segundo uma estimativa, apenas Uncle Tom's Cabin superou em vendas. O livro despertou seguidores de Bellamy Clubs e influenciou líderes socialistas e trabalhistas, incluindo Eugene V. Debs. Da mesma forma, a obra-prima de Upton Sinclair, The Jungle, foi publicada pela primeira vez no jornal socialista Appeal to Reason, criticando o capitalismo por ser opressivo e explorador para os trabalhadores em frigoríficos do sistema alimentar industrial. O livro ainda é amplamente referido hoje como uma das obras mais influentes da literatura na história moderna.
Josiah Warren é amplamente considerado o primeiro anarquista americano e o jornal semanal de quatro páginas que ele editou durante 1833, The Peaceful Revolutionist, foi o primeiro periódico anarquista publicado. Warren, um seguidor de Robert Owen, juntou-se à comunidade de Owen em Nova Harmonia, Indiana. Ele cunhou a frase "Custo como limite de preço", com "custo" aqui se referindo não ao preço monetário pago, mas à mão de obra exercida para produzir um item. Portanto, "[ele] propôs um sistema para pagar às pessoas com certificados que indicam quantas horas de trabalho eles fizeram. Eles podiam trocar as notas nas lojas da hora local por mercadorias que levavam a mesma quantidade de tempo para produzir". Ele pôs suas teorias à prova, estabelecendo uma "loja trabalho por trabalho" experimental chamada Cincinnati Time Store, onde o comércio era facilitado por notas apoiadas por uma promessa de realizar trabalho. A loja provou ser bem-sucedida e operou por três anos, após os quais foi fechada para que Warren pudesse buscar o estabelecimento de colônias baseadas no mutualismo. Estas incluíram "Utopia" e " Modern Times". Warren disse que A Ciência da Sociedade, de Stephen Pearl Andrews, publicada em 1852, era a exposição mais lúcida e completa das próprias teorias de Warren. Para a historiadora anarquista americana Eunice Minette Schuster: "É aparente ... que o anarquismo proudhoniano fosse encontrado nos Estados Unidos pelo menos desde 1848 e que não estava consciente de sua afinidade com o anarquismo individualista de Josiah Warren e Stephen Pearl Andrews... William B. Greene apresentou esse Mutualismo Proudhoniano em sua forma mais pura e sistemática".
O anarquista americano Benjamin Tucker escreveu em Individual Liberty: 
Os princípios econômicos do socialismo moderno são uma dedução lógica do princípio estabelecido por Adam Smith nos primeiros capítulos de sua "A Riqueza das Nações", ou seja, que o trabalho é a verdadeira medida do preço. ... Meio século ou mais depois que Smith enunciou o princípio acima declarado, o socialismo o pegou onde ele tinha deixado cair e, seguindo-o às suas conclusões lógicas, fez dele a base de uma nova filosofia econômica ... Isso parece ter sido realizado de forma independente por três homens diferentes, de três nacionalidades diferentes, em três idiomas diferentes: Josiah Warren, americano; Pierre J. Proudhon, um francês; Karl Marx, um judeu alemão ... Que o trabalho desse trio interessante devesse ter sido feito quase simultaneamente, parece indicar que o socialismo estava no ar, que o tempo estava maduro e as condições favoráveis para o aparecimento desta nova escola de pensamento. No que diz respeito à prioridade do tempo, o crédito parece pertencer a Warren, o americano - um fato que deve ser observado pelos oradores de palanque que gostam tanto de declarar contra o socialismo como um artigo importado.

### Socialismo americano
Os imigrantes marxistas alemães que chegaram aos Estados Unidos após as revoluções de 1848 na Europa trouxeram com eles ideias socialistas. Joseph Weydemeyer, um colega alemão de Karl Marx que buscou refúgio em Nova York em 1851 após as revoluções de 1848, estabeleceu o primeiro jornal marxista nos Estados Unidos, Die Revolution, mas que se encerrou após duas edições. Em 1852, ele estabeleceu o Proletarierbund, que se tornaria a Liga dos Trabalhadores Americanos, a primeira organização marxista dos Estados Unidos, mas também provou ter vida curta, tendo falhado em atrair um membro nativo de língua inglesa. Em 1866, William H. Sylvis formou o National Labor Union (NLU. Sindicato Nacional do Trabalho). Frederich Albert Sorge, um alemão que havia encontrado refúgio em Nova York após as revoluções de 1848, levou o Local nº 5 da NLU à Primeira Internacional como Seção Um nos Estados Unidos. Em 1872, havia 22 seções, que realizavam uma convenção em Nova York. O Conselho Geral da Internacional mudou-se para Nova York com Sorge como Secretário Geral, mas após um conflito interno, ele se dissolveu em 1876.
Ainda no século XIX, socialistas e comunistas como Joseph Weydemeyer e Karl Marx entraram em contato com o governo de Abraham Lincoln no combate a escravidão, muito embora a reação de Lincoln a escravidão do sul fosse para angariar apoio dos revoltosos negros. Em reação a ascensão da minoria negra, a Ku Klux Klan passou a defender a desigualdade racial na questão do desarmamento. O movimento se inspirou no liberalismo clássico na questão da reforma agrária de Thomas Paine.
Uma onda maior de imigrantes alemães se seguiu nas décadas de 1870 e 1880, incluindo social-democratas seguidores de Ferdinand Lassalle. Lassalle considerava o auxílio estatal através da ação política o caminho para a revolução e se opunha ao sindicalismo, que ele considerava inútil, acreditando que, de acordo com a lei de ferro dos salários, os empregadores pagariam apenas salários de subsistência. Os lassalleanos formaram o Partido Social Democrata da América do Norte em 1874 e os marxistas e lassalleanos formaram o Workingmen's Party of the United States (Partido dos Trabalhadores dos Estados Unidos) em 1876. Quando os lassalleanos ganharam o controle em 1877, mudaram o nome para Socialist Labour Party of America (SLP). No entanto, muitos socialistas abandonaram completamente a ação política e se mudaram para o sindicalismo. Dois ex-socialistas, Adolph Strasser e Samuel Gompers, formaram a Federação Americana do Trabalho (AFL) em 1886.

O Socialist Labor Party (SLP. Partido Socialista do Trabalho da América) foi oficialmente fundado em 1876 em uma convenção em Newark, Nova Jersey. O partido era constituído predominantemente por imigrantes alemães, que haviam trazido ideais marxistas para a América do Norte. A herança era tão forte que o idioma oficial do partido foi o alemão nos primeiros três anos. Nos seus primeiros anos, o partido abrangeu uma ampla gama de várias filosofias socialistas, com diferentes conceitos de como alcançar seus objetivos. No entanto, havia uma milícia - a Lehr und Wehr Verein - afiliada ao partido. Quando o SLP se reorganizou como partido marxista em 1890, sua filosofia se solidificou e sua influência cresceu rapidamente e, por volta do início do século XX, o SLP era o principal partido socialista americano. 

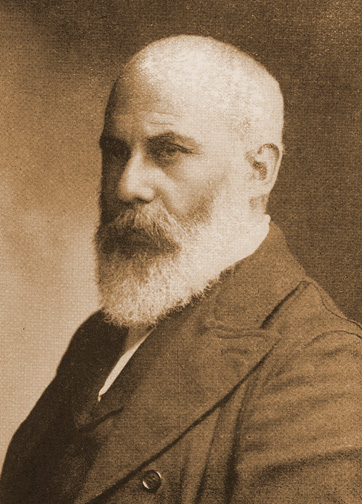
Daniel De Leon, figura de destaque no Partido Socialista do Trabalho da América

Trazendo à tona a semelhança da política do partido americano com a de Lassalle, Daniel De Leon emergiu como um dos primeiros líderes do Partido Socialista do Trabalho. Ele também apoiou firmemente os sindicatos, mas criticou o movimento de negociação coletiva nos Estados Unidos na época, favorecendo uma abordagem ligeiramente diferente. O desentendimento resultante entre os partidários e detratores de De Leon dentro do partido levou a um cisma inicial. Os oponentes de De Leon, liderados por Morris Hillquit, deixaram o Partido Socialista do Trabalho em 1901, quando se fundiram com o Partido Social Democrata de Eugene V. Debs e formaram o Partido Socialista da América.
Como líder dentro do movimento socialista, o movimento de Debs ganhou rapidamente reconhecimento nacional como orador carismático. Ele era frequentemente inflamado e controverso, mas também surpreendentemente modesto e inspirador. Ele disse uma vez: "Eu não sou um líder trabalhista; não quero que você me siga nem a ninguém. [...] Você deve usar a cabeça e as mãos e sair da sua condição atual". Debs emprestou um ar grande e poderoso à revolução com seu discurso: "Havia quase um fervor religioso no movimento, como na eloquência de Debs".
O movimento socialista tornou-se coerente e energizado sob Debs. Ele incluía "dezenas de ex-populistas, mineiros militantes e trabalhadores ferroviários na lista negra, que foram ... inspirados por visitas ocasionais de figuras nacionais como Eugene V. Debs".
O primeiro socialista a ocupar cargos públicos nos Estados Unidos foi Fred C. Haack, proprietário de uma loja de sapatos em Sheboygan, Wisconsin. Haack foi eleito para o conselho da cidade em 1897 como membro do Partido Populista, mas logo se tornou socialista após a organização dos social-democratas em Sheboygan. Ele foi reeleito vereador em 1898 com a legenda socialista, junto com August L. Mohr, gerente local de beisebol. Haack atuou no conselho da cidade por dezesseis anos, defendendo a construção de escolas e a propriedade pública de serviços públicos. Ele foi reconhecido como o primeiro funcionário socialista nos Estados Unidos na convenção nacional do Partido Socialista de 1932, realizada em Milwaukee.
Uma das primeiras greves gerais nos Estados Unidos, a greve geral de St. Louis de 1877, surgiu da Grande Greve das Ferrovias de 1877. A greve geral foi organizada em grande parte pelos Cavaleiros do Trabalho e pelo Partido dos Trabalhadores de inclinação marxista, o principal partido político radical da época. Quando a greve ferroviária chegou a East St. Louis, Illinois, em julho de 1877, o Partido dos Trabalhadores de St. Louis liderou um grupo de aproximadamente 500 pessoas do outro lado do rio, em um ato de solidariedade com os quase 1.000 trabalhadores em greve.

### Laços do socialismo ao trabalho

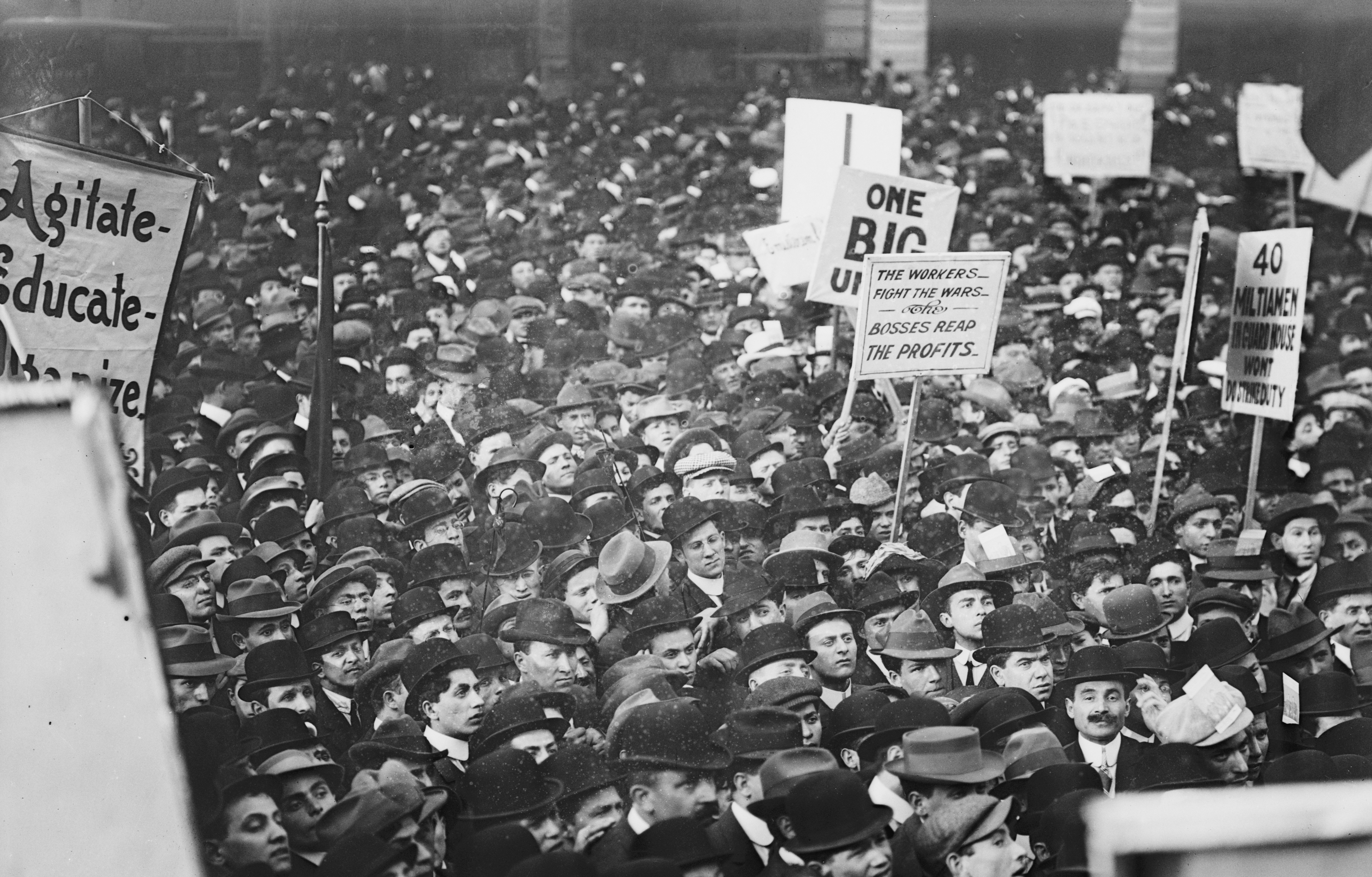
Socialistas na Union Square, Manhattan em 1 de maio de 1912

O Partido Socialista formou fortes alianças com várias organizações trabalhistas por causa de seus objetivos semelhantes. Na tentativa de se rebelar contra os abusos das empresas, os trabalhadores haviam encontrado uma solução - ou assim eles pensavam - em uma técnica de negociação coletiva. Ao se unirem em "sindicatos" e recusarem-se a trabalhar, ou "fazer greve", os trabalhadores interromperiam a produção em uma planta ou em uma mina, forçando a gerência a atender suas demandas. Desde a proposta inicial de Daniel De Leon de organizar sindicatos com um objetivo socialista, os dois movimentos ficaram estreitamente ligados. Eles compartilhavam como ideal principal o espírito do coletivismo - tanto na plataforma socialista quanto na ideia de negociação coletiva.
Os sindicatos americanos mais importantes da época incluíam a Federação Americana do Trabalho, os Cavaleiros do Trabalho (Knights of Labor) e os Trabalhadores Industriais do Mundo (Industrial Workers of the World, IWW). Em 1869, Uriah S. Stephens fundou a Nobre e Santa Ordem dos Cavaleiros do Trabalho, empregando sigilo e promovendo uma aura semirreligiosa para "criar um senso de solidariedade". Os Cavaleiros compunham em essência "um grande sindicato de todos os trabalhadores". Em 1886, uma convenção de delegados de vinte sindicatos separados formou a Federação Americana do Trabalho, com Samuel Gompers como chefe. Atingiu o pico de 4 milhões de membros. Em 1905, o IWW (ou "Wobblies") se formou na mesma linha que os Cavaleiros para se tornar uma grande união. O IWW encontrou apoiadores iniciais em De Leon e em Debs.
O movimento socialista conseguiu ganhar força com seus laços com o trabalho. "O pânico de 1907 [econômico], bem como a força crescente dos socialistas, wobblies e sindicatos, aceleraram o processo de reforma". No entanto, as empresas procuraram proteger seus lucros e tomaram medidas contra sindicatos e grevistas. Eles contrataram grevistas e pressionaram o governo a convocar milícias estaduais quando os trabalhadores se recusavam a fazer seu trabalho. Uma série de greves desabou em confrontos violentos.

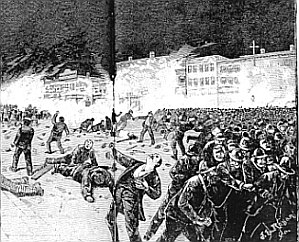
Representação artística do motim da revolta de Haymarket Square

Em maio de 1886, os Cavaleiros do Trabalho estavam se manifestando na Haymarket Square, em Chicago, exigindo uma jornada de oito horas em todos os negócios. Quando a polícia chegou, uma pessoa desconhecida jogou uma bomba na multidão, matando uma pessoa e ferindo várias outras. "Em um julgamento marcado por preconceito e histeria", um tribunal condenou à morte sete anarquistas, seis deles de língua alemã, sem evidências que os ligassem à bomba.
Também ocorreram greves no mesmo mês (maio de 1886) em outras cidades, inclusive em Milwaukee, onde sete pessoas morreram quando o governador de Wisconsin Jeremiah M. Rusk ordenou que as tropas da milícia estadual disparassem contra milhares de trabalhadores em greve que marcharam para o Milwaukee Iron Works Rolling Moinho em Bay View, no lado sul de Milwaukee.
No início de 1894, uma disputa eclodiu entre George Pullman e seus funcionários. Debs, então líder da União Ferroviária Americana, organizou uma greve. O procurador-geral dos Estados Unidos, Olney, e o presidente Grover Cleveland levaram o caso a tribunal e receberam várias medidas cautelares, impedindo os ferroviários de "interferir no comércio interestadual e nos correios". O judiciário da época negou a legitimidade dos grevistas. Disse um juiz: "[nem] a arma do insurrecionista, nem a língua inflamada daquele que incita fogo e espada são instrumentos para promover reformas". Este foi o primeiro sinal de um choque entre o governo e os ideais socialistas.
Em 1914, um dos conflitos trabalhistas mais amargos da história americana ocorreu em uma colônia de mineração no Colorado chamada Ludlow. Depois que os trabalhadores entraram em greve em setembro de 1913, com queixas que variavam de pedidos de um dia de oito horas a alegações de subjugação, o governador do Colorado Elias Ammons chamou a Guarda Nacional em outubro de 1913. Naquele inverno, os guardas fizeram 172 prisões.
Os grevistas começaram a revidar, matando quatro guardas de minas e atirando em um campo separado onde moravam os grevistas. Quando o corpo de um quebra-greves foi encontrado nas proximidades, o General Chase da Guarda Nacional ordenou que a colônia de barracas fosse destruída em retaliação.
"Na manhã de segunda-feira, 20 de abril, duas bombas de dinamite foram explodidas, nas colinas acima de Ludlow ... um sinal para o início das operações. Às 9 da manhã uma metralhadora começou a disparar contra as tendas [onde estavam os grevistas], e depois outras se juntaram", uma testemunha ocular relatou como "[os] soldados e guardas de minas tentaram matar todos; qualquer coisa que eles viam se mover". Naquela noite, a Guarda Nacional desceu das colinas ao redor de Ludlow e incendiou as tendas. Vinte e seis pessoas, incluindo duas mulheres e onze crianças, foram mortas.
Os membros do sindicato agora temiam fazer greve. Os militares, que viam os grevistas como insurgentes perigosos, intimidaram a eles e os ameaçaram. Essas atitudes se agravaram com uma reação pública contra anarquistas e radicais. À medida que a opinião pública das greves e dos sindicatos azedava, os socialistas frequentemente pareciam culpados por associação. Eles foram agrupados com grevistas e anarquistas sob uma manta de desconfiança pública.

### Anarquismo americano

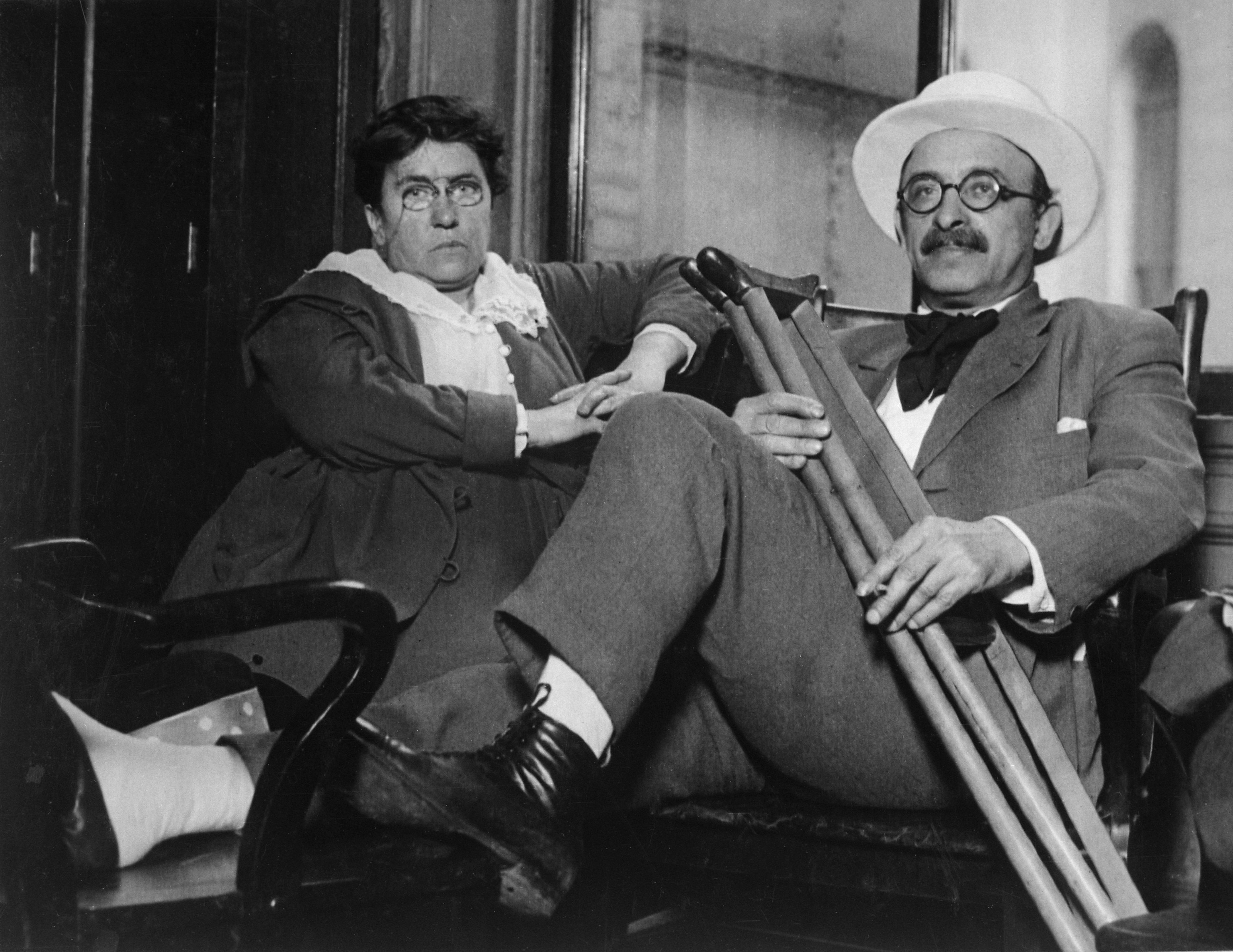
Emma Goldman e Alexander Berkman, anarco-comunistas proeminentes (foto entre 1917 e 1919)

O anarquista americano Benjamin Tucker (1854–1939) enfocou a economia, defendendo o "Anarquístico-Socialismo" e aderindo à economia mutualista de Pierre-Joseph Proudhon e Josiah Warren ao publicar sua eclética publicação influente Liberty. Lysander Spooner (1808-1887), além de seu ativismo anarquista individualista, também foi um importante ativista anti-escravidão e tornou-se membro da Primeira Internacional. Dois anarquistas individualistas que escreveram em Liberty, de Benjamin Tucker, também foram importantes organizadores do trabalho da época. Joseph Labadie foi um organizador trabalhista americano, anarquista individualista, ativista social, tipógrafo, editor, ensaísta e poeta. Sem a opressão do Estado, Labadie acreditava, os humanos escolheriam se harmonizar com "as grandes leis naturais ... sem roubar seus companheiros através de juros, lucros, aluguel e impostos". No entanto, ele apoiou a cooperação comunitária, assim como o controle comunitário de serviços públicos de água, ruas e ferrovias. Embora ele não apoiasse o anarquismo militante dos anarquistas de Haymarket, ele lutou pela clemência dos acusados, porque não acreditava que eles fossem os autores. Em 1888, Labadie organizou a Federação do Trabalho de Michigan, tornou-se seu primeiro presidente e estabeleceu uma aliança com Samuel Gompers. Dyer Lum era um ativista trabalhista e poeta anarquista individualista americano do século XIX. Um anarco-sindicalista líder e um intelectual de esquerda de destaque da década de 1880 ele é lembrado como amante e mentora da primeira anarcofeminista Voltairine de Cleyre. Lum escreveu prolificamente, produzindo vários textos anarquistas importantes e contribuiu para publicações, incluindo Mother Earth, Twentieth Century, Liberty (diário anarquista individualista de Tucker), The Alarm (o diário da Associação Internacional dos Trabalhadores) e The Open Court, entre outros. Ele desenvolveu uma teoria "mutualista" dos sindicatos e, como tal, atuou dentro dos Cavaleiros do Trabalho e mais tarde promoveu estratégias antipolíticas na Federação Americana do Trabalho. Frustração com o abolicionismo, o espiritualismo e a reforma trabalhista fizeram Lum abraçar o anarquismo e radicalizar os trabalhadores, pois ele chegou a acreditar que a revolução envolveria inevitavelmente uma luta violenta entre a classe trabalhadora e a classe empregadora. Convencido da necessidade de violência para promover mudanças sociais, ele se ofereceu para lutar na Guerra Civil Americana de 1861 a 1865, na esperança de provocar o fim da escravidão.
Na década de 1880, o anarcocomunismo havia chegado aos Estados Unidos, como pode ser visto na publicação da revista Freedom: A Monthly Anarchist-Communist Monthly por Lucy Parsons e Lizzy Holmes. Parsons debateu em seu tempo nos Estados Unidos com a colega anarcocomunista Emma Goldman sobre questões de amor livre e feminismo. Outro jornal anarcocomunista, The Firebrand, apareceu mais tarde nos Estados Unidos. A maioria das publicações anarquistas nos Estados Unidos eram em ídiche, alemão ou russo, mas Free Society foi publicada em inglês, permitindo a disseminação do pensamento comunista anarquista às populações de língua inglesa nos Estados Unidos. Nessa época, esses setores anarcocomunistas americanos entraram em debate com a facção anarquista individualista liderada por Tucker. Em fevereiro de 1888, Berkman deixou sua Rússia natal para os Estados Unidos. Logo após sua chegada à cidade de Nova York, Berkman tornou-se anarquista por meio de seu envolvimento com grupos formados para fazer campanha pela libertação dos homens condenados pelo atentado no Haymarket em 1886. Berkman e Goldman logo ficaram sob a influência de Johann Most, o anarquista mais conhecido nos Estados Unidos e um defensor da propaganda pelo ato - attentat, ou violência realizada para incentivar as massas a se revoltarem. Berkman tornou-se um tipógrafo do jornal de Most Freiheit.

## Século XX

### Início do século XX: oposição à Primeira Guerra Mundial e à Primeira Ameaça Vermelha

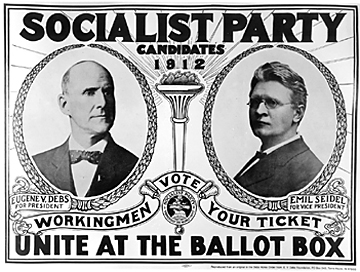
Cartaz da campanha socialista da campanha presidencial de 1912, com Eugene V. Debs e o candidato à vice-presidência Emil Seidel

Victor L. Berger concorreu ao Congresso e perdeu em 1904 antes de ganhar assento no 5º distrito congressional de Wisconsin em 1910 como o primeiro socialista a servir no Congresso. No Congresso, ele se concentrou em questões relacionadas ao Distrito de Columbia e também em propostas mais radicais, incluindo a eliminação do veto do presidente, a abolição do Senado e a socialização das principais indústrias. Berger ganhou publicidade nacional por seu projeto de aposentadoria por idade, a primeira do gênero introduzida no Congresso. Menos de duas semanas após o desastre do navio de passageiros do Titanic em 1912, Berger apresentou um projeto de lei no Congresso que previa a nacionalização dos sistemas de rádio sem fio. Socialista prático, Berger argumentou que o caos sem fio que ocorreu durante o desastre do Titanic demonstrou a necessidade de um sistema sem fio de propriedade do governo. Fora do Congresso, os socialistas foram capazes de influenciar uma série de reformas progressivas (direta e indiretamente) em nível federal. O primeiro partido socialista americano é o comunista formado no início do século XX. Houve batalhas internas para que se fosse incluída a questão negra no partido.
Os socialistas encontraram forte oposição política quando se opuseram à entrada americana na Primeira Guerra Mundial (1914-1918) e tentaram interferir nas leis de recrutamento que exigiam que todos os homens mais jovens se registrassem para o alistamento. Em 7 de abril de 1917, um dia após o Congresso declarar guerra à Alemanha, uma convenção de emergência do Partido Socialista ocorreu em St. Louis. Ela declarou a guerra "um crime contra o povo dos Estados Unidos" e começou a realizar comícios anti-guerra. As manifestações socialistas anti-alistamento atraíram até 20.000 pessoas. Em junho de 1917, o Presidente Woodrow Wilson sancionou a Lei de Espionagem, que incluía uma cláusula prevendo sentenças de prisão por até vinte anos para "[qualquer um], quando os Estados Unidos estiverem em guerra, que intencionalmente cause ou tente causar insubordinação, deslealdade, motim ou recusa de dever ... ou obstruir intencionalmente o recrutamento ou alistamento de serviço dos Estados Unidos". Com suas conversas sobre evasão de alistamento e oposição à guerra, os socialistas se viram o alvo dos promotores federais quando acusados foram condenados e encarcerados. Archibald E. Stevenson, um advogado de Nova York vinculado ao Departamento de Justiça, provavelmente como um "espião voluntário", testemunhou em 22 de janeiro de 1919 durante a fase alemã do trabalho do subcomitê. Ele estabeleceu que o ativismo anti-guerra e anti-recrutamento durante a Primeira Guerra Mundial, que ele descreveu como atividade "pró-alemã", agora se transformara em propaganda "desenvolvendo simpatia pelo movimento bolchevique". O inimigo de guerra dos Estados Unidos, embora derrotado, havia exportado uma ideologia que agora governava a Rússia e ameaçava os Estados Unidos novamente: "O movimento bolchevique é um ramo do socialismo revolucionário da Alemanha. Ele teve sua origem na filosofia de Marx e seus líderes eram alemães".
Depois de visitar três socialistas presos em Canton, Ohio, Eugene V. Debs atravessou a rua e fez um discurso de duas horas para uma multidão na qual ele condenou a guerra. "Guerras ao longo da história foram travadas por conquista e pilhagem. [...] A classe mestre sempre declarou a guerra e a classe subordinada sempre travou as batalhas", disse Debs à multidão. Ele foi imediatamente preso e logo condenado pela Lei de Espionagem. Durante seu julgamento, ele não se posicionou, nem chamou uma testemunha em sua defesa. No entanto, antes do início do julgamento e após sua sentença, ele fez discursos ao júri: "Fui acusado de obstruir a guerra. Eu admito. Senhores, abomino a guerra. [...] Simpatizo com com as pessoas sofredoras, lutando em todos os lugares...". Ele também pronunciou o que se tornaria suas palavras mais famosas: "Enquanto exista uma classe inferior, eu estou nela; enquanto houver um elemento criminoso, eu sou dele; enquanto houver uma alma na prisão, não sou livre". Debs foi condenado a dez anos de prisão e cumpriu 32 meses até o Presidente Warren G. Harding o perdoar.
Durante a guerra, cerca de metade dos socialistas apoiaram a guerra, mais famosamente Walter Lippmann. A outra metade foi atacada por obstruir o alistamento e as Cortes sustentaram que foram além dos limites da liberdade de expressão quando incentivaram os jovens a violar a lei e a não se inscreverem nele. Howard Zinn, historiador da esquerda, diz: "O fervor patriótico da guerra [foi] invocado. Os tribunais e cadeias [foram] usados para reforçar a ideia de que certas ideias, certos tipos de resistência, não podiam ser tolerados". A repressão do governo ao radicalismo dissidente foi paralela à indignação pública contra os oponentes da guerra. Vários grupos foram formados nos níveis local e nacional para impedir que os socialistas minassem os projetos de lei. A Patrulha Vigilante Americana, uma subdivisão da Sociedade Americana de Defesa, foi formada com o objetivo de "pôr um fim à oratória de rua sediciosa". A American Protective League era um novo grupo privado que acompanhava os casos de "deslealdade". Finalmente, alegou ter encontrado 3.000.000 de casos: "Mesmo que esses números sejam exagerados, o tamanho e o escopo da Liga dão uma pista da quantidade de 'deslealdade'".
A imprensa também foi fundamental para espalhar sentimentos de ódio contra os dissidentes: 
Em abril de 1917, o New York Times citou (o ex-Secretário de Guerra) Elihu Root dizendo: 'Não devemos ter críticas agora.' Alguns meses depois, citou-o novamente que "há homens andando pelas ruas desta cidade hoje à noite que devem ser retirados amanhã ao amanhecer e fuzilados por traição". [...] O Minneapolis Journal apresentou um apelo da Comissão de Segurança Pública de Minnesota 'para que todos os patriotas se juntem à supressão de atos e sentimentos sediciosos e anti-alistamento'.
 Enquanto isso, as empresas pressionavam o governo a lidar com greves e outras perturbações de trabalhadores descontentes. O governo sentiu-se especialmente pressionado a manter as indústrias relacionadas à guerra em funcionamento: "À medida que o descontentamento e as greves dos [...] trabalhadores se intensificaram no verão de 1917, cresceram as demandas por pronta ação federal.[...] As forças anti-trabalhistas concentraram seu veneno na IWW". Logo, "os corredores do Congresso tocaram com denúncias da IWW" e o governo ficou do lado da indústria conforme "advogados federais consideravam as greves não como o comportamento de trabalhadores descontentes, mas como o resultado de influências subversivas e até alemãs".
Em 5 de setembro de 1917, a pedido do Presidente Wilson, o Departamento de Justiça realizou um ataque à IWW. Eles invadiram todas as 48 sedes da IWW no país no final de um mês, um grande júri federal indiciou quase duzentos líderes da IWW por acusações de sedição e espionagem sob a Lei de Espionagem. Suas sentenças variaram de alguns meses a dez anos de prisão. Um aliado do Partido Socialista havia sido praticamente destruído. No entanto, Wilson reconheceu um problema com o estado do trabalho nos Estados Unidos. Em 1918, trabalhando em estreita colaboração com Samuel Gompers, da AFL, ele criou a National War Labour Board, na tentativa de reformar as práticas trabalhistas. O Conselho incluía um número igual de membros do trabalho e das empresas e incluía líderes da AFL. O Conselho do Trabalho de Guerra conseguiu "instituir o dia de oito horas em muitas indústrias, [...] aumentar os salários dos trabalhadores em trânsito [...] [] e exigir um salário igual para as mulheres [...]". Também exigia que os empregadores negociassem coletivamente, efetivamente legalizando os sindicatos.
Em 21 de janeiro de 1919, 35.000 trabalhadores de estaleiros em Seattle entraram em greve em busca de aumentos salariais. Eles apelaram ao Conselho Central do Trabalho de Seattle para obter apoio de outros sindicatos e encontraram um entusiasmo generalizado. Em duas semanas, mais de 100 sindicatos locais se uniram em 3 de fevereiro para a greve geral começar na manhã de 6 de fevereiro. Os 60.000 grevistas paralisaram as atividades normais da cidade, como serviço de bonde, escolas e comércio comum, enquanto o Comitê de Greve Geral mantinha a ordem e fornecia serviços essenciais, como coleta de lixo e entrega de leite. A imprensa nacional chamou a greve geral de "marxista" e "um movimento revolucionário voltado para o governo existente". "É apenas um passo mediano", disse o Chicago Tribune, "de Petrogrado a Seattle". Embora a liderança da Federação Americana do Trabalho (AFL) se opusesse a uma greve na indústria siderúrgica, 98% de seus membros do sindicato votaram pela greve a partir de 22 de setembro de 1919. Ela encerrou metade da indústria siderúrgica, incluindo quase todas as usinas de Pueblo, Colorado; Chicago, Illinois; Wheeling, Virgínia Ocidental; Johnstown, Pensilvânia; Cleveland, Ohio; Lackawanna, Nova York; e Youngstown, Ohio. Depois que grevistas e policiais entraram em choque com sindicalistas em Gary, Indiana, o Exército dos Estados Unidos tomou conta da cidade em 6 de outubro e a lei marcial foi declarada. Os guardas nacionais, deixando Gary depois que as tropas federais assumiram o controle, voltaram sua raiva para os grevistas na vizinha Indiana Harbor, Indiana.
Nos anos 30 se estabeleceu uma aliança forte entres os populistas norte-americanos liderados por Huey Long e o movimento comunista ianque e depois apoiaria de forma dividida o FDR, sendo que posteriormente o presidente rompe com com este apoio. Durante a Segunda Guerra Mundial, o movimento comunista saltou de 20 mil para 7 milhões de membros no país, apesar da crescente divisão entre socialistas e comunistas. Lideranças socialistas como Alfred Emanuel Smith buscaram unir toda a esquerda norte-americana em torno do antifascismo fortemente feminista e ainda que imaturo. Greves operárias estouraram na década de 40 contra empresas que se envolveram com países inimigos na época. Apesar de relevante, o movimento socialista americano era menos potente do que o o apoio da mesma sociedade ao fascismo internacional.
Conflitos internos causaram um cisma na esquerda americana após a revolução bem-sucedida de Vladimir Lenin na Rússia. Lenin convidou o Partido Socialista para se juntar à Terceira Internacional. O debate sobre se alinhar com Lenin causou uma grande brecha no partido. Um referendo para se juntar ao Comintern de Lenin foi aprovado com 90% de aprovação, mas os moderados encarregados do partido expulsaram os esquerdistas extremos antes que isso acontecesse. Os membros expulsos formaram o Partido Trabalhista Comunista e o Partido Comunista da América. O Partido Socialista acabou com um terço do seu tamanho original, com apenas moderados. John Reed, Benjamin Gitlow e outros socialistas estavam entre os que formaram o Partido Trabalhista Comunista, enquanto as seções socialistas estrangeiras lideradas por Charles Ruthenberg formaram o Partido Comunista. Esses dois grupos seriam combinados como o Partido Comunista dos Estados Unidos da América (PCUSA ou CPUSA). Os comunistas organizaram a Liga da União Sindical para competir com a AFL. Em agosto de 1919, apenas alguns meses após sua fundação, o Partido Comunista dos EUA reivindicou de 50.000 a 60.000 membros. Os membros também incluíam anarquistas e outros esquerdistas radicais. Em contraste, o Partido Socialista da América, mais moderado, tinha 40.000 membros. Enquanto isso, as seções da Ordem Internacional dos Trabalhadores do Partido Comunista organizaram-se para o comunismo em linhas linguísticas e étnicas, fornecendo ajuda mútua e atividades culturais adaptadas aos membros da IWO, que atingiram o pico de 200.000. (Em 1928, após as divisões dentro da União Soviética, Jay Lovestone, que substituiu Ruthenberg como secretário geral do PCUSA após sua morte, juntou-se a William Z. Foster para expulsar os ex-aliados de Foster, James P. Cannon e Max Shachtman, que eram seguidores de Leon Trotsky. Após outra disputa entre facções soviéticas, Lovestone e Gitlow foram expulsos e Earl Browder tornou-se líder do partido.)

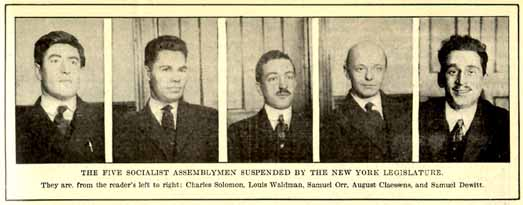
Os cinco socialistas suspensos pela Legislatura do Estado de Nova York

Em 7 de janeiro de 1920, na primeira sessão da Assembleia do Estado de Nova York, o Presidente da Assembleia, Thaddeus C. Sweet, atacou os cinco membros socialistas dela, declarando que haviam sido "eleitos em uma plataforma absolutamente contrária aos melhores interesses do estado de Nova York dos e Estados Unidos". O Partido Socialista, disse Sweet, "não era verdadeiramente um partido político", mas era "uma organização de membros que admitia dentro de suas fileiras estrangeiros, inimigos estrangeiros e menores". Ele havia apoiado os revolucionários na Alemanha, Áustria e Hungria, continuou ele; e associado a partidos socialistas internacionais próximos à Internacional Comunista. A Assembleia suspendeu os cinco por um voto de 140 a 6, com apenas um democrata apoiando os socialistas. Um julgamento na Assembleia, que durou de 20 de janeiro a 11 de março, resultou em uma recomendação de que os cinco fossem expulsos e a Assembleia votou esmagadoramente pela expulsão em 1º de abril de 1920.
Mais tarde, em 1920, os anarquistas fizeram um atentado a bomba em Wall Street e enviaram várias bombas de correio a empresários e líderes governamentais importantes. O público reuniu toda a extrema esquerda como terroristas. Uma onda de medo varreu o país, dando apoio ao Departamento de Justiça para deportar milhares de não cidadãos ativos na extrema esquerda. Emma Goldman era a mais famosa. Isso foi conhecido como a Primeira Ameaça Vermelha ou as "Palmer Raids" (Incursões Palmer).
O procurador-geral A. Mitchell Palmer, um democrata wilsoniano, mandou uma bomba explodir do lado de fora de sua casa. Ele decidiu parar a "conspiração comunista" que ele acreditava estar operando dentro dos Estados Unidos. Ele criou dentro do Departamento de Justiça uma nova divisão, a Divisão de Inteligência Geral, liderada pelo jovem J. Edgar Hoover. Hoover logo acumulou um sistema de catálogo de cartões com informações sobre 60.000 indivíduos "radicalmente inclinados" e muitos grupos e publicações de esquerda. Palmer e Hoover publicaram comunicados de imprensa e divulgaram propaganda anticomunista. Então, em 2 de janeiro de 1920, começaram os ataques de Palmer, com Hoover no comando. Naquele único dia de 1920, os agentes de Hoover reuniram 6.000 pessoas. Muitos foram deportados, mas o Departamento do Trabalho encerrou os ataques com a decisão de que os encarceramentos e deportações eram ilegais.
"Socialismo" gradualmente passou a ser uma palavra de ataque conservadora americana voltada para políticas e políticos meramente liberais. Desde o final do século XIX, os conservadores usavam o termo "socialismo" (ou "socialismo rastejante") como um meio de descartar os gastos em programas de bem-estar público que poderiam potencialmente ampliar o papel do governo federal ou levar a taxas de impostos mais altas. Esse uso da palavra tinha pouco a ver com a propriedade do governo de qualquer meio de produção, ou com os vários partidos socialistas, como quando William Allen White atacou o candidato presidencial William Jennings Bryan em 1896, alertando que "[a] eleição sustentará o americanismo ou plantará o socialismo". Barry Goldwater, em 1960, pediu a união republicana contra John F. Kennedy e o "plano para o socialismo apresentado pelos democratas". Ronald Reagan costumava citar Norman Thomas, o nomeado socialista perene para presidente na era do New Deal, dizendo: "O povo americano nunca votaria conscientemente no socialismo, mas, sob o nome de liberalismo, adotaria cada fragmento do programa socialista."
Quando a década de 1920 começou, "a IWW foi destruída, o partido socialista desmoronando. As greves foram derrotadas pela força, e a economia estava indo bem o suficiente para pessoas suficientes para impedir a rebelião em massa". Assim, o declínio do movimento socialista durante o início do século XX foi o resultado de uma série de constrições e ataques de várias direções. Os socialistas haviam perdido um grande aliado nos Wobblies da IWW e sua liberdade de expressão havia sido restringida, se não negada. Os imigrantes, uma das principais bases do movimento socialista, foram discriminados e menosprezados. Eugene V. Debs - o líder carismático dos socialistas - estava na prisão, junto com centenas de colegas dissidentes. O Conselho Nacional do Trabalho de Guerra de Wilson e vários atos legislativos haviam melhorado a situação dos trabalhadores. Os socialistas eram considerados "desnecessários", a "franja lunática" e um grupo de radicais não confiáveis. A imprensa, os tribunais e outras estruturas de establishment exibiram preconceitos contra eles. Depois de paralisar os cismas dentro do partido e de uma mudança na opinião pública devido aos ataques de Palmer, uma percepção negativa geral da extrema esquerda e a atribuição a incidentes terroristas como o atentado de Wall Street, o Partido Socialista se viu incapaz de reunir apoio popular. Ao mesmo tempo, ostentava 33 prefeitos, muitos assentos nas legislaturas estaduais e dois membros da Câmara dos Deputados. O Partido Socialista atingiu seu auge em 1912, quando Debs ganhou 6% do voto popular.
O historiador Eric Foner descreveu o problema fundamental desses anos em um artigo de 1984 para o History Workshop Journal: 
Onde estava o partido socialista em McKee's Rocks, Lawrence ou a grande greve do aço de 1919? Os Trabalhadores Industriais do Mundo demonstraram que era possível organizar o novo proletariado de imigrantes, mas, apesar da simpatia pela IWW por parte de Debs e outros socialistas de esquerda, as duas organizações seguiram caminhos separados. Ali estava, de fato, a tragédia subjacente daqueles anos: a militância expressa na IWW nunca foi canalizada para fins políticos, enquanto a política socialista ignorou os trabalhadores imigrantes.

### Décadas de 1930 a 1940: frente popular e New Deal
A rigidez ideológica do Terceiro Período começou a rachar com dois eventos: a eleição de Franklin D. Roosevelt como Presidente dos Estados Unidos em 1932 e a ascensão de Adolf Hitler ao poder na Alemanha em 1933. A eleição de Roosevelt e a aprovação da Lei Nacional de Recuperação Industrial em 1933 provocaram um tremendo aumento na organização sindical em 1933 e 1934. Muitos conservadores equipararam o New Deal ao socialismo ou ao comunismo como praticado na União Soviética, e viram suas políticas como evidência de que o governo havia sido fortemente influenciado pelos formuladores de políticas comunistas no governo Roosevelt. O economista marxista Richard D. Wolff argumenta que os partidos socialistas e comunistas, juntamente com o trabalho organizado, desempenharam um papel coletivo na aplicação da legislação do New Deal e os opositores conservadores do New Deal coordenaram um esforço para destacá-los e destruí-los como resultado.

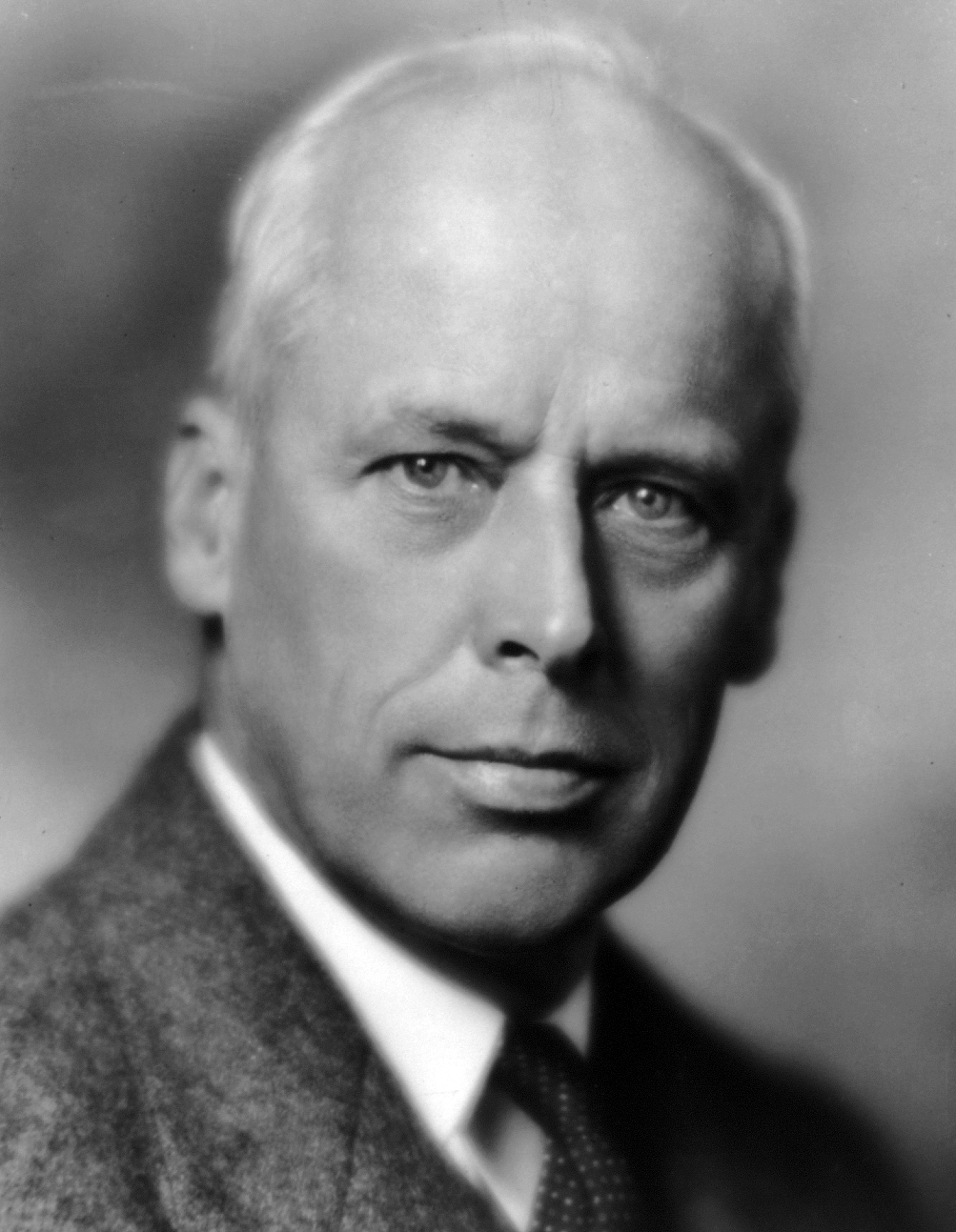
Norman Thomas, seis vezes candidato à presidência do Partido Socialista da América

O Sétimo Congresso do Comintern oficializou a mudança de linha em 1935, quando declarou a necessidade de uma frente popular de todos os grupos que se opunham ao fascismo. O PCUSA abandonou sua oposição ao New Deal, forneceu muitos dos organizadores para o Congresso das Organizações Industriais e começou a apoiar os direitos civis dos afro-americanos. O partido também buscou a união com forças à sua direita. Earl Russell Browder ofereceu-se para concorrer como companheiro de chapa de Norman Thomas em um ingresso conjunto do Partido Socialista-Partido Comunista nas eleições presidenciais de 1936, mas Thomas rejeitou essa proposta. O gesto não significava muito em termos práticos, já que em 1936 o PCUSA estava apoiando Roosevelt efetivamente em grande parte de seu trabalho sindical. Enquanto continuava a candidatar-se, o PCUSA seguia uma política de representar o Partido Democrata como o menor mal nas eleições. Os membros do partido também se uniram à defesa da República Espanhola durante esse período, depois que um levante militar nacionalista mudou-se para derrubá-lo, resultando na Guerra Civil Espanhola (1936–1939). O PCUSA, juntamente com esquerdistas de todo o mundo, levantou fundos para assistência médica, enquanto muitos de seus membros foram para a Espanha com a ajuda do partido para ingressar na Brigada Lincoln, uma das Brigadas Internacionais. Entre suas outras realizações, a Brigada Lincoln foi a primeira força militar americana a incluir negros e brancos integrados em bases iguais.
Intelectualmente, o período da Frente Popular viu o desenvolvimento de uma forte influência comunista na vida intelectual e artística. Isso geralmente acontecia por meio de várias organizações influenciadas ou controladas pelo partido, ou - como eram conhecidas pejorativamente - "frentes". O PCUSA sob Browder apoiou as farsas judiciais de Stalin na União Soviética, chamados de Processos de Moscou. Nesse período, entre agosto de 1936 e meados de 1938, o governo soviético indiciou, julgou e matou praticamente todos os antigos bolcheviques antigos. Além dos julgamentos, houve um expurgo mais amplo, o Grande Expurgo, que matou milhões. Browder apoiou Stalin acriticamente, comparando o trotskismo a "germes da cólera" e chamando o expurgo de "um serviço de sinal para a causa da humanidade progressista". Ele comparou os réus do julgamento com os traidores domésticos Benedict Arnold, Aaron Burr, federalistas desleais da Guerra de 1812 e secessionistas confederados, enquanto comparava as pessoas que "manchavam" o nome de Stalin àquelas que haviam difamado Abraham Lincoln e Franklin D. Roosevelt.
Na primeira metade do século XX, o Partido Comunista foi uma força altamente influente em várias lutas por direitos democráticos. Ele desempenhou um papel proeminente no movimento trabalhista dos Estados Unidos entre as décadas de 1920 e 1940, tendo uma participação importante na mobilização dos desempregados durante o pior da Grande Depressão. e na fundação da maioria dos primeiras uniões industriais do país (que mais tarde usaria a Lei de Segurança Interna de McCarran para expulsar seus membros comunistas), além de se tornar conhecido por se opor ao racismo e lutar pela integração em locais de trabalho e comunidades durante o auge do período Jim Crow de segregação racial. A historiadora Ellen Schrecker conclui que décadas de estudos recentes oferecem "um retrato mais sutil do partido tanto como uma seita stalinista ligada a um regime cruel quanto como a organização mais dinâmica dentro da esquerda americana nas décadas de 1930 e 1940". O Partido Comunista dos EUA desempenhou um papel significativo na defesa dos direitos dos afro-americanos durante seu apogeu nas décadas de 1930 e 1940. Ao longo de sua história, muitos dos líderes e pensadores políticos do partido foram afro-americanos: James Ford, Charlene Mitchell, Angela Davis e Jarvis Tyner, o atual vice-presidente executivo do partido, todos concorreram como candidatos à presidência ou vice-presidente nas urnas pelo partido. Outros, como Benjamin J. Davis, William L. Patterson, Harry Haywood, James Jackson, Henry Winston, Claude Lightfoot, Alphaeus Hunton, Doxey Wilkerson, Claudia Jones e John Pittman, também contribuíram de maneiras importantes para as abordagens do partido às principais questões desde os direitos humanas e civis, paz, igualdade das mulheres, a questão nacional, unidade da classe trabalhadora, pensamento socialista, luta cultural e muito mais. Pensadores, artistas e escritores afro-americanos, como Claude McKay, Richard Wright, Ann Petry, W. E. B. Du Bois, Shirley Graham Du Bois, Lloyd Brown, Charles White, Elizabeth Catlett, Paul Robeson, Gwendolyn Brooks e muitos outros foram ex-membros ou partidários do partido e os comunistas também mantinham uma estreita aliança com o congressista do Harlem Adam Clayton Powell, Jr. Surgiu uma rivalidade em 1931 entre a NAACP e o PCUSA, quando o PCUSA respondeu rápida e efetivamente para apoiar os Scottsboro Boys, nove jovens afro-americanos presos em 1931 no Alabama por estupro. Du Bois e a NAACP consideraram que o caso não seria benéfico para sua causa, por isso optaram por deixar o PCUSA organizar os esforços de defesa.
Em 1929, o reverendo A. J. Muste tentou organizar sindicalistas radicais que se opunham às políticas passivas do presidente da Federação Americana do Trabalho, William Green, sob a bandeira de uma organização chamada Conferência para Ação Progressiva do Trabalho (CPLA). Em 1933, a CPLA de Muste deu o passo de se estabelecer como o núcleo de uma nova organização política chamada Partido dos Trabalhadores Americanos (AWP). Esta organização foi informalmente referida como "musteíta" por seus contemporâneos. O AWP então se fundiu com a Liga Comunista da América trostkista em 1934 para estabelecer um grupo chamado Workers Party of the United States (outro Partido dos Trabalhadores dos Estados Unidos). Durante todo o processo, Muste continuou trabalhando como ativista trabalhista, liderando a vitoriosa greve da Auto-Lite de 1934 em Toledo. Durante todo o ano de 1935, o Partido dos Trabalhadores ficou profundamente dividido com a tática do "entrismo" exigida pela "Volta Francesa" e um amargo debate varreu a organização. Por fim, a facção majoritária de Jim Cannon, Max Shachtman e James Burnham venceu o dia e o Partido dos Trabalhadores decidiu entrar no Partido Socialista da América, embora uma facção minoritária chefiada por Hugo Oehler se recusasse a aceitar esse resultado e se separasse da organização. Os trotskistas mantiveram uma orientação comum com os radicalizados da SPUSA em sua oposição à guerra europeia, sua preferência pelo sindicalismo industrial e o Congresso das Organizações Industriais sobre o sindicalismo da AFL, um compromisso com o ativismo sindical, a defesa da União Soviética como o primeiro estado operário, mantendo ao mesmo tempo uma antipatia pelo governo de Stalin e em seus objetivos gerais nas eleições de 1936. O Partido Comunista dos EUA (Oposição, chamados de "lovestoneites") foi um movimento oposicionista de direita da década de 1930. A organização emergiu de uma luta entre facções no PCUSA em 1929 e procurou, sem sucesso, reintegrar-se com essa organização por vários anos.
Norman Thomas atraiu quase 188.000 votos em sua candidatura ao Partido Socialista de 1936, mas teve um desempenho ruim nas fortalezas históricas do partido. Além disso, os membros do partido começaram a declinar. A organização foi profundamente faccionada, com a facção Militant dividida em facções direita (Altmanite), central (Clarity) e esquerda (Appeal), além dos pacifistas radicais liderados por Thomas. Uma convenção especial foi planejada para a última semana de março de 1937 para definir a política futura do partido, inicialmente planejada como uma reunião "secreta" sem precedentes.
Constance Myers indica que três fatores levaram à expulsão dos trotskistas do Partido Socialista em 1937: a divergência entre os socialistas oficiais e a facção trotskista sobre as questões, a determinação da ala Altman dos militantes para expulsar os trotskistas e a própria decisão de Trotsky para avançar para uma ruptura com o partido. Reconhecendo que a facção Clarity havia escolhido ficar com os altmanitas e o grupo Thomas, Trotsky recomendou que o grupo Appeal se concentrasse em desacordos sobre a Espanha para provocar uma divisão. Ao mesmo tempo, Thomas, recém-retornado da Espanha, chegara à conclusão de que os trotskistas haviam se juntado ao Partido Socialista não para fortalecê-lo, mas para capturar a organização para seus próprios propósitos. Os cerca de mil trotskistas que ingressaram no Partido Socialista em 1936 saíram no verão de 1937 com suas fileiras infladas por outros mil. Em 31 de dezembro de 1937, representantes dessa facção se reuniram em Chicago para estabelecer uma nova organização política - o Partido Socialista dos Trabalhadores.

### 1950: Segunda Ameaça Vermelha

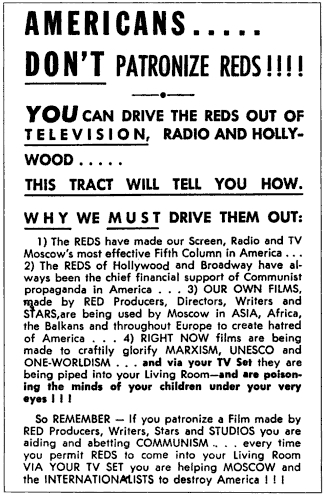
Propaganda anticomunista americana da década de 1950, endereçando especificamente a indústria do entretenimento

A Monthly Review, criada em 1949, é uma revista socialista independente publicada mensalmente na cidade de Nova York. A partir de 2013, a publicação continua sendo a maior revista socialista continuamente publicada nos Estados Unidos. Foi criada pelo socialista cristão F. O. "Matty" Matthiessen e pelo economista marxista Paul Sweezy, que foram ex-colegas na Universidade de Harvard. O físico e residente mundialmente famoso nos Estados Unidos Albert Einstein publicou um artigo famoso na primeira edição da Monthly Review (maio de 1949) defendendo o socialismo intitulado "Why Socialism?". Foi publicado posteriormente em maio de 1998 para comemorar a primeira edição do quinquagésimo ano da Monthly Review. Os editores Huberman e Sweezy argumentaram, desde 1952, que gastos militares maciços e em expansão eram parte integrante do processo de estabilização capitalista, gerando lucros corporativos, aumentando os níveis de emprego e absorvendo a produção excedente. A ilusão de uma ameaça militar externa era necessária para sustentar esse sistema de prioridades nos gastos do governo, argumentaram eles; consequentemente, os editores publicaram material desafiando o paradigma dominante da Guerra Fria de "Democracia versus Comunismo". A tendência Johnson–Forest, às vezes chamada "Johnsonites", refere-se a uma tendência radical de esquerda nos Estados Unidos associada aos teóricos marxistas C. L. R. James e Raya Dunayevskaya, que usaram os pseudônimos J. R. Johnson e Freddie Forest, respectivamente. A eles se juntaram Grace Lee Boggs, uma mulher chinesa americana que foi considerada a terceira fundadora. Depois de deixar o Partido dos Trabalhadores Socialistas trotskista, Johnson–Forest fundaram sua própria organização pela primeira vez, chamada Correspondence. Em 1956, James veria a Revolução Húngara de 1956 como confirmação disso. Aqueles que endossaram a política de James adotaram o nome Facing Reality, conforme o livro de 1958 de James, co-escrito com Grace Lee Boggs e Pierre Chaulieu, pseudônimo de Cornelius Castoriadis, sobre a revolta húngara da classe trabalhadora de 1956.
O anarquismo continuou a influenciar importantes personalidades literárias e intelectuais americanas da época, como Paul Goodman, Dwight Macdonald, Allen Ginsberg, Leopold Kohr, Julian Beck e John Cage. Goodman era um sociólogo, poeta, escritor, anarquista e intelectual público americano. Goodman agora é lembrado principalmente como o autor de Growing Up Absurd (1960) e um ativista da esquerda pacifista na década de 1960 e uma inspiração para o movimento estudantil da época. Ele é menos lembrado como co-fundador da Gestalt Terapia nas décadas de 1940 e 1950. Em meados da década de 1940, juntamente com C. Wright Mills, ele contribuiu para Politics, a revista editada durante a década de 1940 por Dwight Macdonald. Uma corrente anarco-pacifista americana se desenvolveu nesse período, bem como uma corrente anarquista cristã relacionada. O anarcopacifismo é uma tendência dentro do movimento anarquista que rejeita o uso da violência na luta pela mudança social. As principais influências iniciais foram o pensamento de Henry David Thoreau e Liev Tolstói, enquanto mais tarde as ideias de Mohandas Gandhi ganharam importância. Ele se desenvolveu "principalmente na Holanda, Grã-Bretanha e Estados Unidos, antes e durante a Segunda Guerra Mundial". Dorothy Day era uma jornalista americana, ativista social e devota católica convertida que defendia a teoria econômica católica do distributismo. Ela também foi considerada anarquista e não hesitou em usar o termo. Na década de 1930, Day trabalhou em estreita colaboração com o colega ativista Peter Maurin para estabelecer o Movimento dos Trabalhadores Católicos, um movimento pacifista não violento que continua a combinar ajuda direta aos pobres e sem-teto com ação direta não violenta em seu nome. A causa da canonização de Day está aberta na Igreja Católica. Ammon Hennacy era um pacifista americano, anarquista cristão, vegetariano, ativista social, membro do Movimento dos Trabalhadores Católicos e um Wobbly. Ele estabeleceu a Joe Hill House of Hospitality em Salt Lake City, Utah e praticou a resistência fiscal.
A reunificação com a Federação Social Democrata (SDF) foi um objetivo longo de Norman Thomas e seus associados que permaneceram no Partido Socialista. Desde 1938, Thomas reconheceu que várias questões haviam sido envolvidas na divisão que levou à formação da SDF rival, incluindo "política organizacional, o esforço para tornar o partido inclusivo de todos os elementos socialistas não vinculados à disciplina comunista; um sentimento de insatisfação com as táticas social-democratas que fracassaram na Alemanha", bem como "a estimativa socialista da Rússia; e a possibilidade de cooperação com os comunistas em certos assuntos específicos". Ainda assim, ele sustentou que "aqueles de nós que acreditam que um partido socialista inclusivo é desejável e deve ser possível, esperamos que a crescente simpatia dos grupos socialistas traga não apenas ação conjunta, mas, finalmente, uma reunião satisfatória com base em concordância suficiente para apoio harmonioso a um programa socialista". Seguindo as instruções da União Soviética, o Partido Comunista dos EUA (PCUSA) e seus membros foram ativos no Movimento dos Direitos Civis dos afro-americanos. Seguindo a "teoria do nacionalismo" de Stalin, o PCUSA já favoreceu a criação de uma "nação" separada para os negros serem localizados no sudeste americano. Em 1941, depois que a Alemanha invadiu a União Soviética, Stalin ordenou à PCUSA que abandonasse o trabalho pelos direitos civis e se concentrasse em apoiar a entrada americana na Segunda Guerra Mundial. Desiludido, Bayard Rustin começou a trabalhar com membros do Partido Socialista dos EUA (SPUSA) de Norman Thomas, particularmente A. Philip Randolph, chefe da Irmandade dos Sleeping Car Porters. O Partido Socialista e a SDF fundiram-se para formar o Partido Socialista-Federação Social Democrata (SP-SDF) em 1957. Um pequeno grupo de representantes recusou-se a se reunir, estabelecendo uma nova organização chamada Federação Socialista Democrática (DSF). Quando a União Soviética liderou uma invasão da Hungria em 1956, metade dos membros dos partidos comunistas de todo o mundo desistiu e, nos Estados Unidos, metade o fez e muitos aderiram ao Partido Socialista. Frank Zeidler era um político socialista americano e prefeito de Milwaukee, Wisconsin, cumprindo três mandatos de 20 de abril de 1948 a 18 de abril de 1960. Ele foi o prefeito socialista mais recente de qualquer grande cidade americana. Zeidler foi o terceiro prefeito socialista de Milwaukee depois de Emil Seidel (1910–1912) e Daniel Hoan (1916–1940), tornando Milwaukee a maior cidade americana a eleger três socialistas para seu mais alto cargo.
Em 1958, o SPUSA recebeu ex-membros da Liga Socialista Independente (ISL), que antes de sua dissolução em 1956 havia sido liderada por Max Shachtman. Shachtman havia desenvolvido uma crítica marxista do comunismo soviético como "coletivismo burocrático", uma nova forma de sociedade de classes que era mais opressiva do que qualquer forma de capitalismo. A teoria de Shachtman era semelhante à de muitos dissidentes e refugiados do comunismo, como a teoria da "nova classe" proposta pelo dissidente iugoslavo Milovan Djilas. A ISL de Shachtman atraiu jovens como Irving Howe, Michael Harrington, Tom Kahn e Rachelle Horowitz. A Liga Socialista dos Jovens foi dissolvida, mas o partido formou um novo grupo de jovens com o mesmo nome.
A Segunda Ameaça Vermelha é um período que dura aproximadamente de 1950 a 1956 e caracterizado por temores mais elevados de influência comunista nas instituições americanas e espionagem por agentes soviéticos. Durante a era McCarthy, milhares de americanos foram acusados de serem comunistas ou simpatizantes comunistas e tornaram-se objeto de investigações e questionamentos agressivos diante do governo ou painéis, comitês e agências da indústria privada. Os principais alvos de tais suspeitas eram funcionários do governo, da indústria do entretenimento, educadores e ativistas sindicais. Frequentemente, as suspeitas recebiam credibilidade, apesar das evidências inconclusivas ou questionáveis, e o nível de ameaça representado pelas associações ou crenças esquerdistas reais ou supostas de uma pessoa era muitas vezes exagerado. Muitas pessoas sofreram perda de emprego e/ou destruição de suas carreiras; e alguns até sofreram prisão. A maioria dessas punições ocorreu por meio de vereditos de julgamento mais tarde anulados, leis que seriam declaradas inconstitucionais, demissões por razões posteriormente declaradas ilegais ou acionáveis, ou procedimentos extra-legais que cairiam em descrédito geral. Os exemplos mais famosos do macarthismo incluem discursos, investigações e audiências do próprio senador McCarthy; a lista negra de Hollywood, associada a audiências conduzidas pelo Comitê de Atividades Antiamericanas da Câmara (HUAC); e as várias atividades anticomunistas do Federal Bureau of Investigation (FBI) sob o diretor J. Edgar Hoover. É difícil estimar o número de vítimas do macarthismo. O número de presos é de centenas e cerca de dez ou doze mil perderam o emprego. Em muitos casos, simplesmente ser intimado pelo HUAC ou por um dos outros comitês era motivo suficiente para ser demitido. Muitos dos que foram presos, perderam seus empregos ou foram interrogados por comitês tinham, de fato, algum tipo de conexão passada ou presente com o PCUSA. No entanto, para a grande maioria, tanto o potencial de causar danos à nação quanto a natureza de sua afiliação comunista eram tênues. O intelectual e ativista afro-americano W. E. B. Du Bois foi afetado por essas políticas e ficou furioso em 1961, quando a Suprema Corte apoiou a Lei McCarran de 1950, uma peça fundamental da legislação do macarthismo que exigia que os comunistas se registrassem no governo. Para demonstrar sua indignação, ingressou no PCUSA em outubro de 1961, aos 93 anos de idade. Naquela época, ele escreveu: "Eu acredito no comunismo. Quero dizer com comunismo, um modo de vida planejado na produção de riqueza e trabalho destinado a construir um estado cujo objeto seja o bem-estar mais alto de seu povo e não apenas o lucro de uma parte". Em 1950, Du Bois já havia concorrido a senador de Nova York com o ticket do Partido Trabalhista Americano socialista e recebeu cerca de 200.000 votos, ou 4% do total estadual.
Nessa época, o Partido Comunista Americano foi fortemente espionado pelo FBI e seus membros aliciados politicamente pelo então chefe do departamento John Edgar Hoover que buscava mais credibilidade da agência junto a mídia, sendo que se descobriu que o movimento comunista norte-americano dava um suporte expressivo inclusive na fundação do Partido Comunista Canadense que na época se chamava Partido Progressista dos Trabalhadores e no movimento comunista mexicano, uruguaio, argentino e venezuelano. Nesta mesma época, o partido foi perseguido não apenas pelo Estado, mas também por associações da alta sociedade norte-americana. Na mesma época, houve um racha no PCUSA entre trotskistas e stalinistas com o triunfo dos últimos, inclusive este partido teve forte influência moscovita e chinesa. Ainda nos anos 50, informantes do PCUSA deram informações erradas sobre as intenções chinesas de criar “várias guerras da Coreia” na Ásia e sobre a ideologia política inicial de Fidel Castro, levando o governo norte-americano a se afastar do novo governo cubano e facilitar o seu alinhamento com os soviéticos, além de dar informações erradas que atestariam o envolvimento de Martin Luther King e de JFK com o Partido Comunista Cubano.
Harry Hay foi um advogado trabalhista americano nascido na Inglaterra, professor e líder do movimento americano de direitos LGBT. Ele é conhecido por seu papel em ajudar a fundar várias organizações gays, incluindo a Mattachine Society, o primeiro grupo de direitos dos gays sustentado nos Estados Unidos, que em seus primeiros dias teve uma forte influência marxista. A Enciclopédia da Homossexualidade relata: "Como marxistas, os fundadores do grupo acreditavam que a injustiça e a opressão que eles sofriam se originavam de relações profundamente enraizadas na estrutura da sociedade americana". Membro de longa data do PCUSA, a história marxista de Hay levou à sua renúncia à liderança de Mattachine em 1953. O envolvimento de Hay no movimento gay tornou-se mais informal depois disso, embora ele tenha co-fundado o capítulo de Los Angeles da Frente de Libertação Gay em 1969. Quando Hay se envolveu mais em seu trabalho com Mattachine, ele ficou mais preocupado com o fato de que sua homossexualidade afetaria negativamente o PCUSA, que não permitia que os gays fossem membros. O próprio Hay se aproximou dos líderes do partido e recomendou sua própria expulsão. O partido se recusou a expulsar Hay como homossexual, tendo o expulsado, ao invés,  como um "risco à segurança", ao mesmo tempo em que o declarava um "amigo vitalício do povo". A homossexualidade foi classificada como um distúrbio psiquiátrico na década de 1950. No entanto, no contexto do ambiente altamente politizado da Guerra Fria, a homossexualidade foi enquadrada como uma doença social contagiosa e perigosa que representava uma ameaça potencial à segurança do Estado. Essa época também testemunhou o estabelecimento de uma vigilância amplamente difundida pelo FBI, com o objetivo de identificar funcionários homossexuais do governo.

### Décadas de 1960 a 1970: Nova Esquerda e agitação social

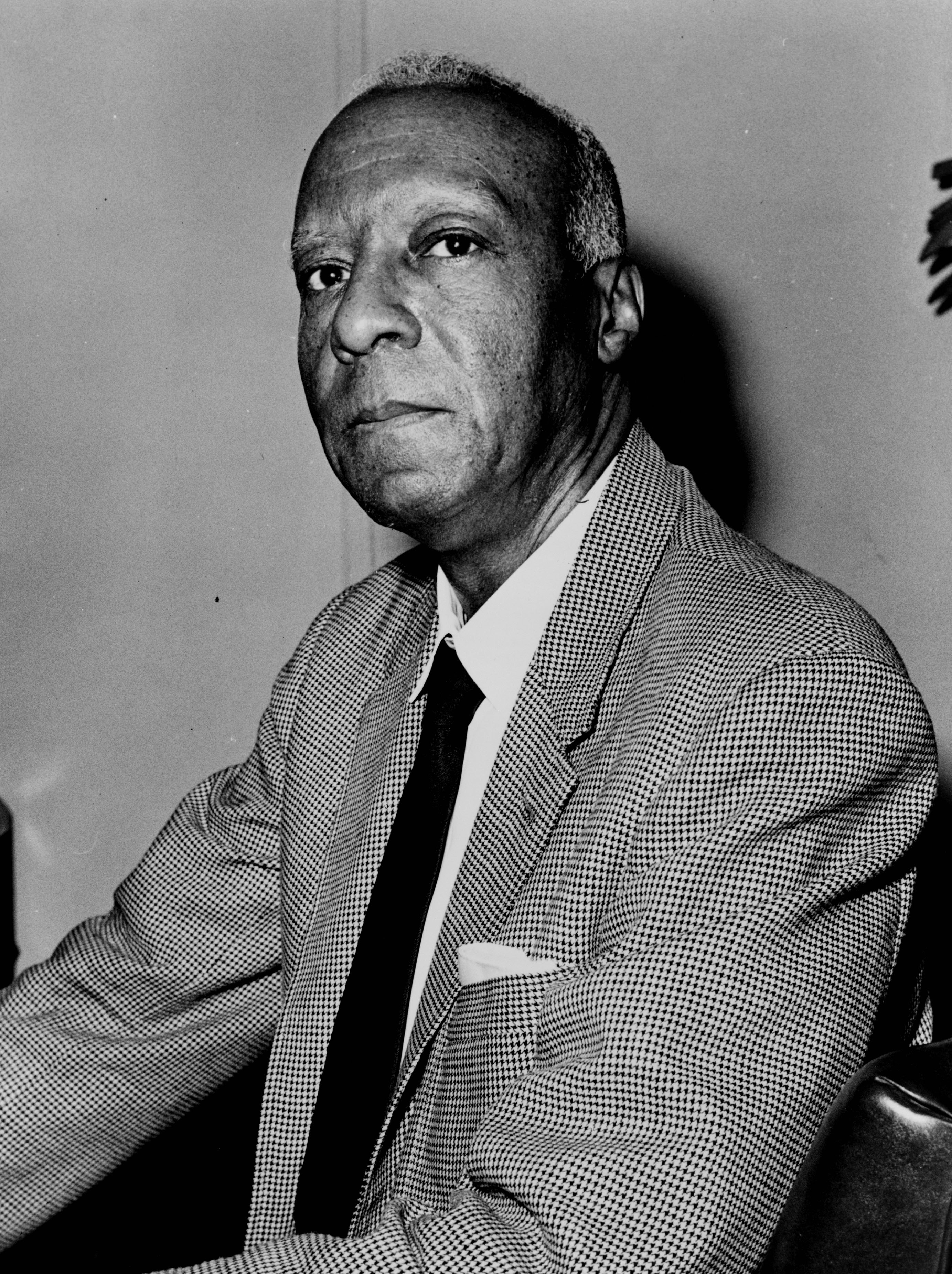
O socialista A. Philip Randolph liderou a marcha de 1963 em Washington, na qual Martin Luther King Jr. fez seu discurso "Eu Tenho um Sonho"

O termo Nova Esquerda foi popularizado nos Estados Unidos em uma carta aberta escrita em 1960 pelo sociólogo C. Wright Mills (1916-1962), intitulado Carta à Nova Esquerda. Mills defendeu uma nova ideologia esquerdista, afastando-se do foco tradicional nas questões trabalhistas (Velha Esquerda), em direção a questões como oposição à alienação, anomia e autoritarismo. Mills defendeu uma mudança do esquerdismo tradicional em direção aos valores da contracultura e enfatizou uma perspectiva internacional sobre o movimento. Segundo David Burner, C. Wright Mills afirmou que o proletariado não era mais a força revolucionária, pois o novo agente de mudança revolucionária eram jovens intelectuais em todo o mundo.
Após a queda do senador McCarthy (que nunca serviu na Câmara, nem no HUAC), o prestígio do HUAC começou um declínio gradual a partir do final dos anos 50. Em 1959, o comitê estava sendo denunciado pelo ex-presidente Harry S. Truman como a "coisa mais antiamericana do país hoje". O comitê perdeu considerável prestígio à medida que a década de 1960 progredia, tornando-se cada vez mais o alvo de satiristas políticos e o desafio de uma nova geração de ativistas políticos. O HUAC intimou Jerry Rubin e Abbie Hoffman dos Yippies em 1967 e novamente após a Convenção Nacional Democrata de 1968. Os Yippies usaram a atenção da mídia para zombar dos procedimentos. Rubin chegou a uma sessão vestido como soldado da Guerra Revolucionária dos Estados Unidos e distribuiu cópias da Declaração de Independência dos Estados Unidos para as pessoas presentes. Rubin então "soprou bolhas de chiclete gigantes enquanto suas co-testemunhas provocavam o comitê com saudações nazistas".
O Partido Progressista do Trabalho (PLP) foi formado no outono de 1961 por membros do PCUSA que sentiram que a União Soviética havia traído o comunismo e se tornado revisionista em  meio à divisão sino-soviética. O Progressive Labour Party fundou o Movimento 2 de Maio (M2M), baseado em campus de universidade, que organizou a primeira marcha geral significativa contra a Guerra do Vietnã na cidade de Nova York em 1964. No entanto, quando os Estudantes para uma Sociedade Democrática (SDS) chegaram à vanguarda do cenário político ativista de esquerda americano em 1965, o PLP dissolveu o M2M e entrou no SDS, trabalhando vigorosamente para atrair apoiadores e formar clubes partidários nos campi. Por outro lado, o Partido Socialista dos Trabalhadores Trotskistas (SWP) apoiou o movimento dos direitos civis e o movimento nacionalista negro que cresceu durante a década de 1960. Elogiou particularmente a militância do líder nacionalista negro Malcolm X, que por sua vez falou nos fóruns públicos do SWP e deu uma entrevista ao Young Socialist. Como todos os grupos de esquerda, o SWP cresceu durante a década de 1960 e experimentou um crescimento particularmente acelerado nos primeiros anos da década de 1970. Muito disso se deve ao seu envolvimento em muitas das campanhas e manifestações contra a Guerra no Vietnã.
Kahn e Horowitz, junto com Norman Hill, ajudaram Bayard Rustin no movimento dos direitos civis. Rustin ajudou a espalhar pacificismo e não violência aos líderes do movimento pelos direitos civis, como Martin Luther King Jr. O círculo de Rustin e A. Philip Randolph organizou a Marcha sobre Washington de 1963, onde King proferiu seu discurso "Eu Tenho um Sonho". King começou a falar da necessidade de mudanças fundamentais na vida política e econômica da nação e expressou com mais frequência sua oposição à guerra e seu desejo de ver uma redistribuição de recursos para corrigir a injustiça racial e econômica. Como tal, ele iniciou sua Campanha dos Pobres em 1968 como um esforço para obter justiça econômica para os pobres nos Estados Unidos. Ele guardava sua linguagem em público para evitar ser ligado ao comunismo por seus inimigos, mas em particular ele às vezes falava em seu apoio ao socialismo democrático. Em uma carta de 1952 a Coretta Scott, ele disse: "Imagino que você já saiba que sou muito mais socialista em minha teoria econômica do que capitalista". Em um discurso, ele afirmou que "algo está errado com o capitalismo" e afirmou que "deve haver uma melhor distribuição da riqueza, e talvez os Estados Unidos devam avançar em direção a um socialismo democrático". King lera Karl Marx enquanto estava em Morehouse.

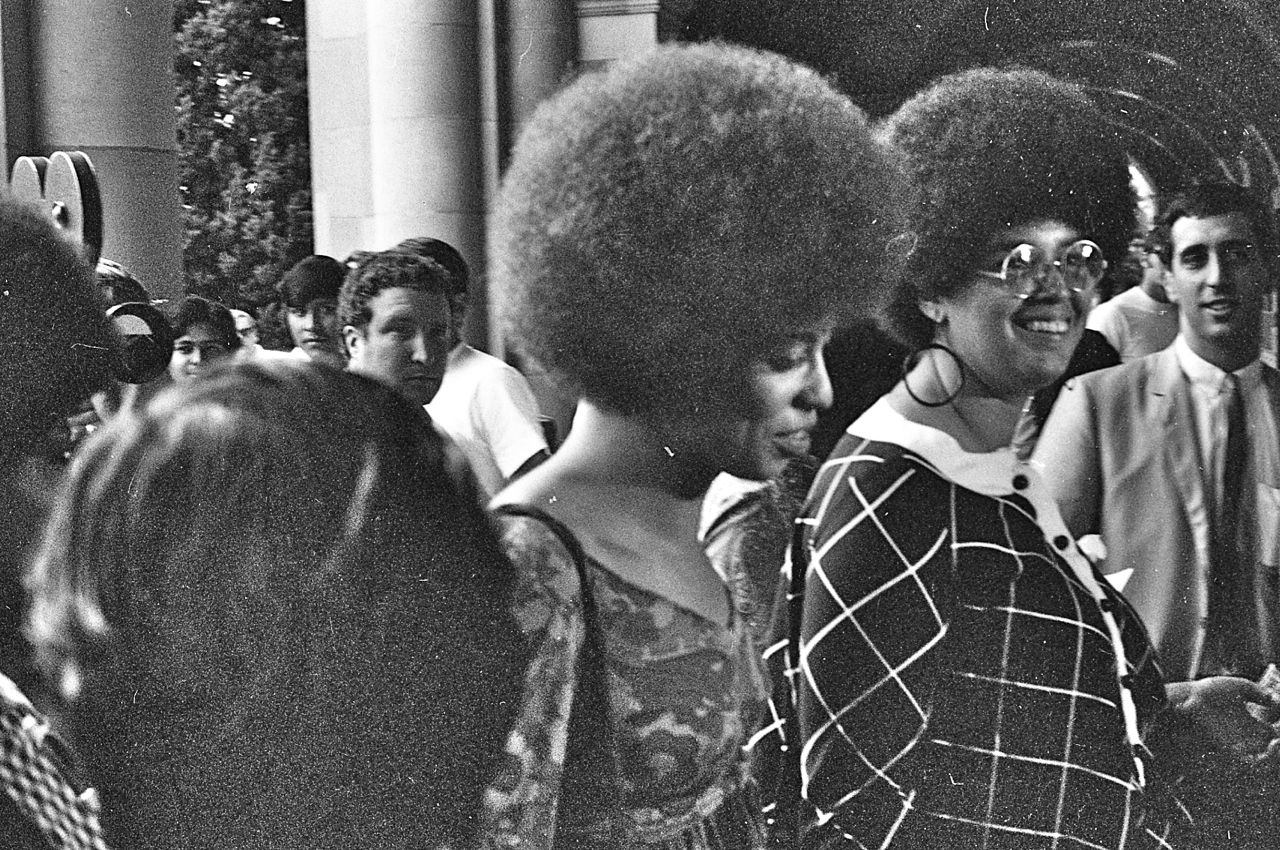
Angela Davis emergiu como ativista e radical de contracultura de destaque nacional na década de 1960 e como líder do Partido Comunista dos EUA que mantinha relações estreitas com o Partido dos Panteras Negras

Michael Harrington logo se tornou o socialista mais visível nos Estados Unidos quando seu The Other America se tornou um best-seller, após uma longa e elogiosa crítica da New Yorker feita por Dwight Macdonald. Harrington e outros socialistas foram chamados a Washington, DC, para ajudar o governo Kennedy e depois a Guerra contra a Pobreza e a Grande Sociedade do governo Johnson. Shachtman, Harrington, Kahn e Rustin argumentavam e advogavam uma estratégia política chamada "realinhamento" que priorizava o fortalecimento dos sindicatos e outras organizações progressistas que já estavam ativas no Partido Democrata. Contribuir para as lutas cotidianas do Movimento dos Direitos Civis e dos sindicatos ganhou credibilidade e influência socialistas, e ajudou a empurrar os políticos do Partido Democrata para posições social-liberais ou social-democratas, pelo menos nos direitos civis e na Guerra à Pobreza. Harrington, Kahn e Horowitz eram oficiais e funcionários da Liga para a Democracia Industrial (LID), que ajudau a iniciar os Estudantes para uma Sociedade Democrática (SDS) da Nova Esquerda. Os três oficiais da LID entraram em choque com os ativistas menos experientes da SDS, como Tom Hayden, quando a Declaração Port Huron deste último criticou a oposição socialista e liberal ao comunismo e criticou o movimento trabalhista ao promover os estudantes como agentes de mudança social. A LID e a SDS se separaram em 1965, quando a SDS votou para remover de sua constituição a "cláusula de exclusão" que proibia a participação de comunistas: a cláusula de exclusão da SDS proibia "defensores ou apologistas do totalitarismo". A remoção da cláusula convidou efetivamente o "quadro disciplinado" a tentar "assumir ou paralisar" a SDS, como ocorrera às organizações de massa nos anos trinta. Posteriormente, o marxismo-leninismo, particularmente o PLP, ajudou a escrever "a sentença de morte" para a SDS, que, no entanto, tinha mais de 100 mil membros em seu auge. Monopoly Capital: An Essay on the American Economic and Social Order é um livro de Paul Sweezy e Paul A. Baran publicado em 1966 pela Monthly Review Press. Ele deu uma grande contribuição à teoria marxista, deslocando a atenção da suposição de uma economia competitiva para a economia monopolista associada às empresas gigantes que dominam o processo de acumulação moderno. Seu trabalho teve um papel de liderança no desenvolvimento intelectual da Nova Esquerda nas décadas de 1960 e 1970. Como afirmou uma revisão na American Economic Review, ele representou "a primeira tentativa séria de estender o modelo de capitalismo competitivo de Marx às novas condições do capitalismo monopolista". Recentemente, atraiu atenção renovada após a Grande Recessão.

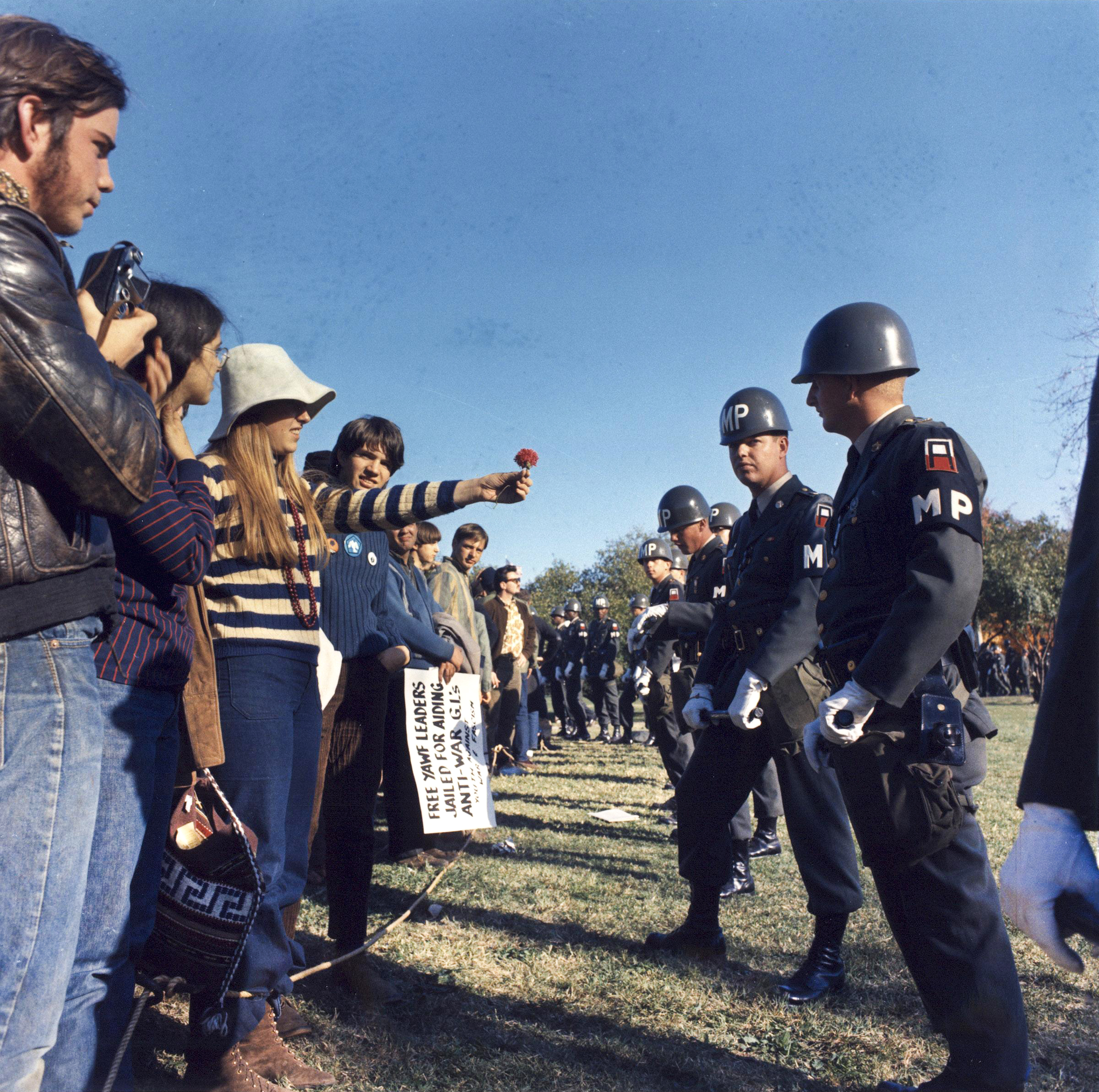
Hippies protestando, entregando uma flor à polícia - para o historiador do movimento anarquista Ronald Creagh, o movimento hippie poderia ser considerado como o último ressurgimento espetacular do socialismo utópico

Na década de 1960, o movimento hippie influenciou um interesse renovado no anarquismo, e alguns grupos anarquistas e de esquerda desenvolveram-se na Nova Esquerda e anarquistas participaram ativamente das revoltas de estudantes e trabalhadores no final dos anos sessenta.. Os anarquistas começaram a usar ação direta, organizando-se através de grupos de afinidade durante campanhas antinucleares na década de 1970. A Nova Esquerda nos Estados Unidos também incluía grupos radicais anarquistas, contraculturais e hippies, como os Yippies, liderados por Abbie Hoffman, os Diggers e os Black Mother/Up Against the Wall Motherfuckers. No final de 1966, os Diggers abriram lojas grátis (give-away) que simplesmente doavam seu estoque, forneciam comida grátis, distribuíam drogas gratuitas, doavam dinheiro, organizavam concertos de música gratuitos e realizavam obras de arte política. Os Diggers receberam o nome dos originais Diggers (Escavadores) ingleses, liderados por Gerrard Winstanley e procuraram criar uma mini-sociedade livre de dinheiro e capitalismo. Por outro lado, os yippies empregavam gestos teatrais, como avançar um porco ("Pigasus, o Imortal") como candidato a presidente em 1968, para zombar do status quo social. Eles foram descritos como um movimento juvenil altamente teatral, anti-autoritário e anarquista da "política simbólica". Como eram bem conhecidos pelo teatro de rua e por brincadeiras com temas políticos, muitos da esquerda da "velha escola" os ignoraram ou denunciaram. De acordo com a ABC News: "O grupo era conhecido por brincadeiras de teatro de rua e já foi chamado de 'Groucho marxistas'". Na década de 1960, a anarquista cristã Dorothy Day ganhou elogios de líderes da contracultura como Abbie Hoffman, que a caracterizou como a primeira hippie, cuja descrição foi aprovada por Day. Murray Bookchin era um americano anarquista e socialista libertário autor, orador e teórico político. Pioneiro no movimento de ecologia, publicando esses e outros ensaios inovadores sobre a pós-escassez e tecnologias ecológicas, como energia solar e eólica, e sobre descentralização e miniaturização. Palestrante nos Estados Unidos, ele ajudou a popularizar o conceito de ecologia para a contracultura. O Partido dos Panteras Negras era uma organização socialista revolucionária negra ativa nos Estados Unidos de 1966 a 1982. O Partido dos Panteras Negras alcançou notoriedade nacional e internacional através de seu envolvimento no movimento Black Power e na política americana das décadas de 1960 e 1970. Ganhando destaque nacional, o Partido Pantera Negra tornou-se um ícone da contracultura da década de 1960. Por fim, os Panteras condenaram o nacionalismo negro como "racismo negro" e tornaram-se mais focados no socialismo sem exclusividade racial. Eles instituíram uma variedade de programas sociais comunitários projetados para aliviar a pobreza, melhorar a saúde entre as comunidades negras do centro da cidade e suavizar a imagem pública do Partido.
O COINTELPRO era uma série de projetos secretos e às vezes ilegais conduzidos pelo Federal Bureau of Investigation (FBI) dos Estados Unidos, com o objetivo de pesquisar, infiltrar, desacreditar e interromper organizações políticas domésticas registros do FBI mostram que 85% dos recursos da COINTELPRO tinham por alvo grupos e indivíduos que o FBI considerou "subversivos", incluindo organizações comunistas e socialistas; organizações e indivíduos associados ao Movimento dos Direitos Civis, incluindo Martin Luther King, Jr.; o Movimento Indígena Americano; e uma ampla gama de organizações rotuladas como "Nova Esquerda", incluindo Estudantes por uma Sociedade Democrática e os Weathermen; quase todos os grupos que protestavam contra a Guerra do Vietnã, bem como manifestantes estudantis individuais sem afiliação de grupo; organizações e indivíduos associados ao movimento dos direitos das mulher; grupos nacionalistas, como aqueles que buscam a independência de Porto Rico, Irlanda do Norte e outros americanos notáveis - até mesmo Albert Einstein, socialista e membro de vários grupos de direitos civis, ficou sob a vigilância do FBI durante os anos imediatamente anteriores à inauguração oficial da COINTELPRO.
Na década de 70, os Estados Unidos apoiaram o Khmer Vermelho contra o Vietnã durante o governo de Ronald Reagan.

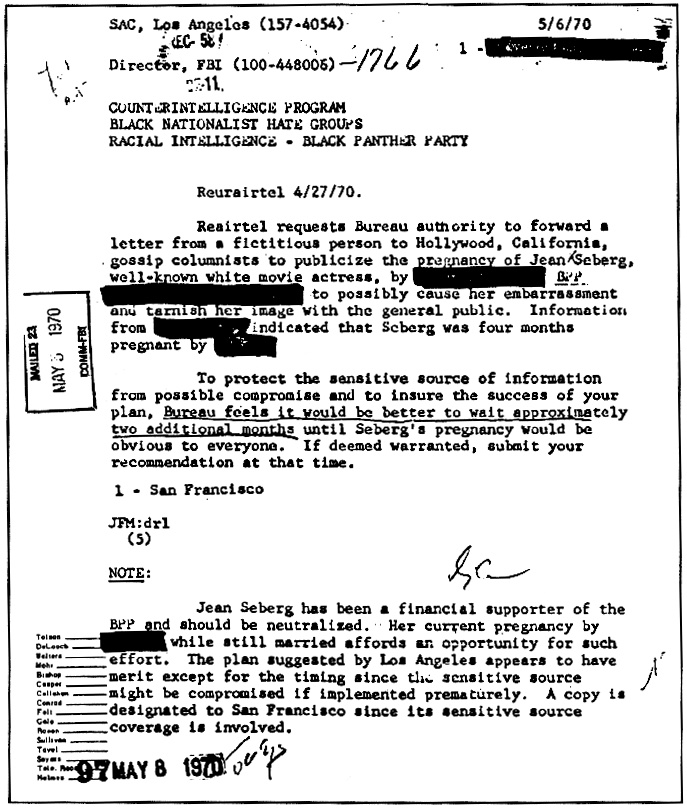
Documento da COINTELPRO descrevendo os planos do FBI de "neutralizar" Jean Seberg por seu apoio ao Partido dos Panteras Negras, tentando publicamente "causar constrangimento" e "manchar sua imagem"

Em 1972, o Partido Socialista votou para renomear-se como Social Democratas, USA (SDUSA) por 73 votos a favor contra 34 em sua Convenção de Dezembro. Seus presidentes nacionais eram Bayard Rustin, um líder de paz e direitos civis; e Charles S. Zimmerman, oficial do International Ladies Garment Workers Union (ILGWU). Em 1973, Michael Harrington renunciou ao SDUSA e fundou o Comitê Organizador Socialista Democrata (DSOC), que atraiu muitos de seus seguidores do ex-Partido Socialista. Nesse mesmo ano, David McReynolds e outros membros da ala pacifista e de retirada imediata do ex-Partido Socialista formaram o Partido Socialista dos EUA (SPUSA). Bayard Rustin foi o presidente nacional da SDUSA durante a década de 1970. A SDUSA patrocinou uma conferência semestral que apresentava discussões, para as quais a SDUSA convidou líderes acadêmicos, políticos e sindicais de fora. Essas reuniões também funcionaram como reuniões de ativistas políticos e intelectuais, alguns dos quais trabalharam juntos por décadas.
A Weather Underground Organization, vulgarmente conhecida como Weather Underground, era uma organização de esquerda radical americana fundada no campus de Ann Arbor da Universidade de Michigan. Weatherman organizou-se em 1969 como uma facção da Estudantes para uma Sociedade Democrática (SDS) composta pela maior parte da liderança do escritório nacional da SDS e seus apoiadores. Com posições revolucionárias caracterizadas pelo Poder Negro e oposição à Guerra do Vietnã, o grupo realizou uma campanha de ataques a bomba em meados da década de 1970 e participou de ações como a fuga da prisão de Timothy Leary. O "Days of Rage ", sua primeira manifestação pública em 8 de outubro de 1969, foi um tumulto em Chicago, programado para coincidir com o julgamento do Chicago Seven. As Forças Federadas Unidas do Exército Simbionês de Libertação eram um grupo revolucionário de esquerda de estilo americano ativo entre 1973 e 1975 que se considerava um exército de vanguarda. O Exército Negro de Libertação (BLA) era uma organização militante nacionalista subterrânea, negra, que operou nos Estados Unidos de 1970 a 1981. O Partido dos Trabalhadores Comunistas era um grupo maoísta nos Estados Unidos que teve sua origem em 1973 como o Grupo de Estudos Asiáticos (renomeado como Workers' Viewpoint Organization em 1976) criado por Jerry Tung, ex-membro do PLP que ficou desencantado com o grupo e discordou das mudanças ocorridas na linha do partido. O partido é lembrado principalmente como uma das vítimas do Massacre de Greensboro, em 1979, no qual cinco manifestantes foram baleados e mortos por membros da Ku Klux Klan e pelo Partido Nazista Americano em um comício organizado pelo Partido dos Trabalhadores Comunistas com o objetivo de demonstrar, ainda que de forma violenta, oposição ao Klan. A "Morte à Marcha Klan" e o protesto foram o culminar de tentativas do Partido dos Trabalhadores Comunistas de organizar principalmente trabalhadores industriais negros na área. A organização predecessora do Partido Comunista (Marxista-Leninista), a Liga de Outubro (Marxista-Leninista), foi fundada em 1971 por vários grupos locais, muitos dos quais tinham crescido fora da organização radical de estudantes Students for a Democratic Society (SDS) quando a SDS se separou em 1969. Michael Klonsky, que havia sido um líder nacional em SDS no final dos anos 1960, era o principal líder do Partido Comunista (Marxista-Leninista) ao qual também se juntou o teórico comunista negro Harry Haywood. O Partido Comunista Revolucionário, USA, conhecido originalmente como União Revolucionária, é um partido comunista maoista formado em 1975 nos Estados Unidos. O socialismo americano também influenciou a Teologia da libertação latinoamericana.

### Décadas de 1980 a 1990: Novo Movimento Comunista e protestos anti-OMC

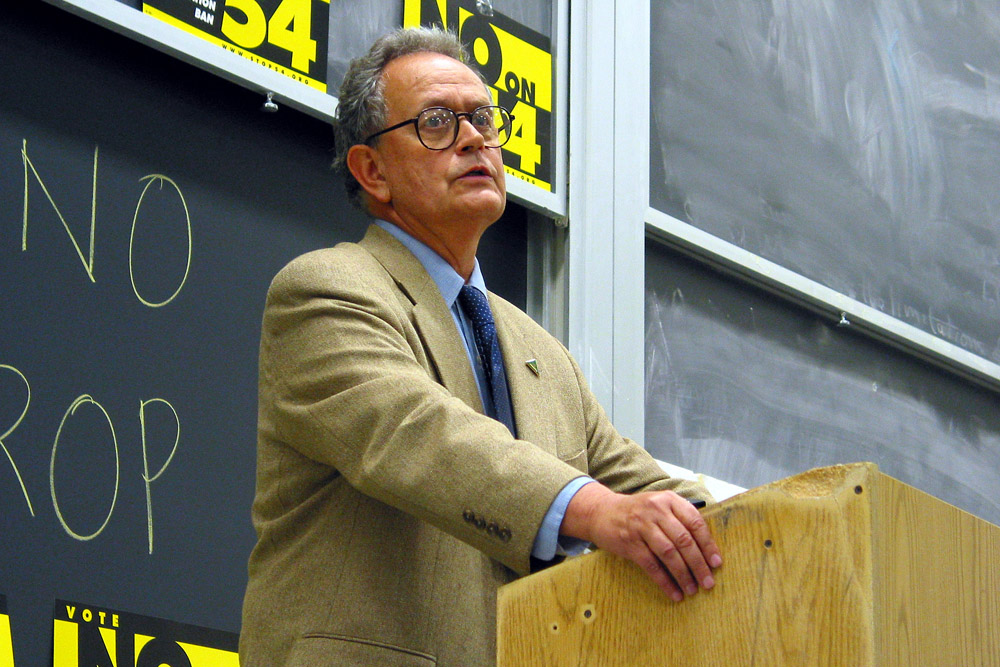
Peter Camejo, da Universidade da Califórnia, em Berkeley, dando uma palestra durante a eleição recall governamental da Califórnia em 2003

A partir de 1979-1989, membros da SDUSA como Tom Kahn organizaram a arrecadação de fundos de US$300 mil da AFL–CIO, que comprou impressoras e outros suprimentos solicitados pela Solidariedade, o sindicato independente da Polônia. Os membros da SDUSA ajudaram a formar uma coalizão bipartidária dos partidos democratas e republicanos para apoiar a fundação do National Endowment for Democracy (NED), cujo primeiro presidente foi Carl Gershman. O NED destinou publicamente US $ 4 milhões em ajuda pública ao Solidariedade até 1989.
Por causa de seu serviço no governo, Gershman e outros membros da SDUSA foram chamados socialistas do Departamento de Estado por Massing (1987), que escreveu que a política externa do governo Reagan estava sendo administrada por trotskistas, uma alegação que foi chamada de mito por Lipset (1988). Essa chamada acusação trotskista foi repetida e até ampliada pelo jornalista Michael Lind em 2003 para afirmar a tomada da política externa do governo George W. Bush por ex-trotskistas. No entanto, a "amálgama [de Lind] dos intelectuais de defesa com as tradições e teorias do 'movimento trotskista amplamente judeu-americano' [nas palavras de Lind]" foi criticada em 2003 pelo professor da Universidade de Michigan Alan M. Wald, que havia escrito uma história dos chamados intelectuais de Nova York que discutiam o trotskismo e o neoconservadorismo. A SDUSA e alegações de que ex-trotskistas subverteram a política externa de George W. Bush foram mencionadas por paleoconservadores auto-denominados (oponentes conservadores tradicionais do neoconservadorismo).
O Socialistas Democráticos da América (DSA) foi formado em 1982 após uma fusão entre o Comitê Organizador Socialista Democrático (DSOC) e o Novo Movimento Americano (NAM). No momento da fusão dessas duas organizações, o DSA era composto por aproximadamente 5.000 ex-membros do DSOC, além de 1.000 do NAM. Muito parecido com o DSOC antes dele, o DSA estava fortemente associado à política eleitoral com a posição de Michael Harrington de que "a ala esquerda do realismo se encontra hoje no Partido Democrata". Em seus primeiros anos, o DSA se opunha aos candidatos presidenciais republicanos, dando apoio fundamental nomeados do Partido Democrata como Walter Mondale em 1984. Em 1988, o DSA apoiou com entusiasmo a segunda campanha presidencial de Jesse Jackson. A posição do DSA sobre a política eleitoral americana afirma que "os socialistas democráticos rejeitam uma abordagem "ou isso, ou aquilo" para a construção de coalizão, focada unicamente em [ou] um novo partido ou no realinhamento dentro do Partido Democrata".
Os anarquistas se tornaram mais visíveis na década de 1980 como resultado de publicações, protestos e convenções. Em 1980, o Primeiro Simpósio Internacional sobre Anarquismo foi realizado em Portland, Oregon. Em 1986, a conferência Haymarket Remembered foi realizada em Chicago para observar o centenário da infame Revolta de Haymarket. Esta conferência foi seguida por convenções continentais anuais em Minneapolis (1987), Toronto (1988) e San Francisco (1989). Na década de 1980, o anarquismo ficou ligado a squats/centros sociais como o C-Squat e o ABC No Rio, ambos na cidade de Nova York. Na década de 1990, um grupo de anarquistas formou a Rede Love and Rage, que foi um dos vários novos grupos e projetos formados nos Estados Unidos durante a década. Os anarquistas americanos tornaram-se cada vez mais visíveis nos protestos, principalmente por meio de uma tática conhecida como black bloc. Os anarquistas americanos tornaram-se mais proeminentes como resultado dos protestos anti-OMC em Seattle: nos anos 90, "houve um esforço para criar uma federação anarquista norte-americana em torno de um jornal chamado Love & Rage que, no auge, envolveu centenas de ativistas de diferentes cidades". Common Struggle - Federação Comunista Libertária ou Lucha Común - Federación Comunista Libertaria (antiga Federação de Comunistas Anarquistas do Nordeste; a NEFAC, ou a Fédération des Communistes Libertaires du Nord-Est) é uma organização comunista anarquista plataformista baseada no nordeste região dos Estados Unidos. A NEFAC foi lançada oficialmente em um congresso realizado em Boston, Massachusetts, no fim de semana de 7 a 9 de abril de 2000, após meses de discussão entre ex-afiliadas do Círculo Anarquista Atlântico, ex-membros do Love & Rage nos Estados Unidos e ex-membros do coletivo de jornais Demanarchie na cidade de Quebec. Fundada como uma federação bilíngue de língua francesa e inglesa com grupos de membros e apoiadores no nordeste dos Estados Unidos, sul de Ontário e província de Quebec, a organização se separou em 2008. O filiação québécoise foi reformada como a Union Communiste Libertaire (UCL) e os membros americanos mantiveram o nome NEFAC antes de mudar seu nome para Common Struggle em 2011 e depois se fundir à Federação Anarquista Rosa Negra.

## Século XXI

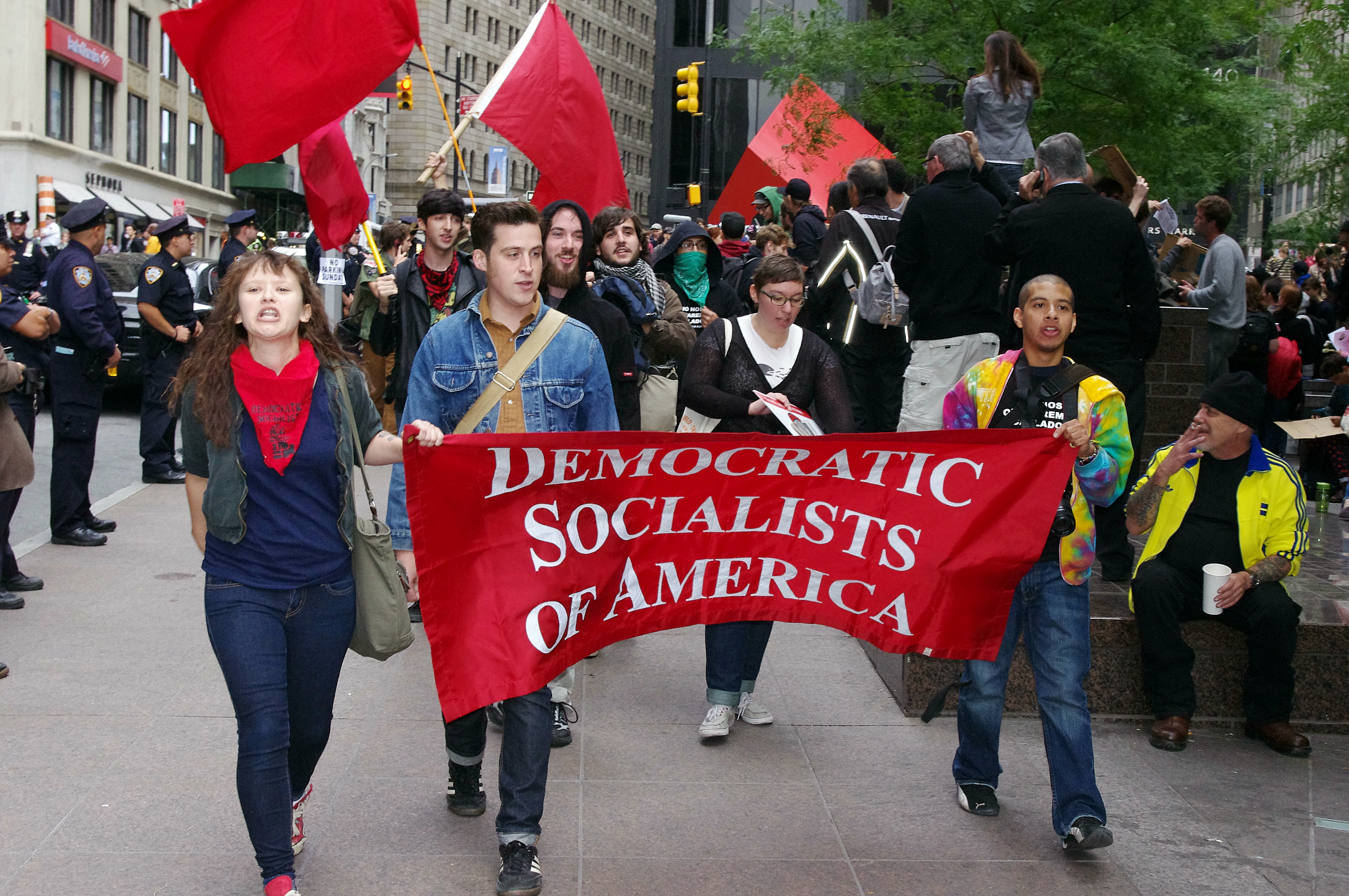
Membros do Socialistas Democratas da América marcham no protesto Occupy Wall Street em 17 de setembro de 2011

A única organização americana membro da Internacional Socialista mundial foi a Socialist Democratic of America (DSA) até meados de 2017, quando esta votou para se desafiliar dessa organização por sua aceitação das políticas econômicas neoliberais. Em 2008, o DSA apoiou o candidato presidencial democrata Barack Obama em sua corrida contra o candidato republicano John McCain. Após a eleição de Obama, muitos da direita começaram a alegar que as políticas de seu governo eram socialistas, uma reivindicação rejeitada pelo DSA e pelo governo Obama. O uso generalizado da palavra socialismo como epíteto político contra o governo Obama por seus oponentes fez o diretor nacional Frank Llewellyn declarar que "nos últimos 12 meses, os socialistas democratas da América receberam mais atenção da mídia do que nos últimos 12 anos". anos". Noam Chomsky, membro do DSA e Trabalhadores Industriais do Mundo, é descrito pelo The New York Times como "indiscutivelmente o intelectual mais importante vivo" e esteve na lista dos mais autores citados na história moderna. Redneck Revolt, uma organização socialista pró-armas, foi fundada em 2009. Embora o grupo não se identifique como parte da esquerda política nem como politicamente liberal, foi argumentado que a ideologia do grupo é uma forma de socialismo libertário. A Socialist Rifle Association, uma organização socialista semelhante, foi fundada em 2018.
Outro reflexo contemporâneo foi na Guerra ao Terrorismo, que tem comprometido várias salvaguardadas de liberdades individuais no país, inclusive pressionado membros do partidos comunistas norte-americano e canadense, sendo um processo que começou em 2001 e continuou pelo menos até o governo Obama. Na segunda década do século XXI, anarquistas norte-americanos emigraram para regiões controladas por insurgentes curdos afiliados ao grupo classificado como terrorista pelo departamento de estado norte americano chamado PKK em contraposição aos Estados daquela região e para combater o fundamentalismo islâmico. Em 2012, o governo norte-americano retirou o socialista MEK da lista de organizações terroristas.
Uma pesquisa do Rasmussen Reports realizada em abril de 2009 durante a crise financeira de 2007-2010 (que muitos acreditam ter resultado devido à falta de regulamentação nos mercados financeiros) sugeriu que houve um crescimento do apoio ao socialismo nos Estados Unidos. Os resultados da pesquisa afirmaram que 53% dos adultos norte-americanos pensavam que o capitalismo era melhor que o socialismo e que "adultos menores de 30 anos são essencialmente divididos igualmente: 37% preferem o capitalismo, 33% socialismo e 30% são indecisos". Em uma pesquisa de 2011 do Pew, jovens americanos entre 18 e 29 anos favoreceram o socialismo ao capitalismo em 49% a 43%, mas os americanos em geral tinham uma visão negativa do socialismo, com 60% se opondo. De acordo com uma pesquisa da Gallup em junho de 2015, 47% dos cidadãos americanos votariam em um candidato socialista à Presidência, enquanto 50% não. A disposição de votar em um presidente socialista era de 59% entre os democratas, 49% entre os independentes e 26% entre os republicanos. Uma pesquisa de outubro de 2015 constatou que 49% dos democratas tinham uma visão favorável do socialismo, em comparação com 37% do capitalismo.
Em novembro de 2013, o candidato da Socialist Alternative (SA), Kshama Sawant, foi eleito para a Posição 2 do Conselho da Cidade de Seattle. Sawant foi o primeiro socialista do conselho na memória recente. Philip Locker, organizador nacional da SA, diz que "foi um momento decisivo para o movimento socialista em todo o país".

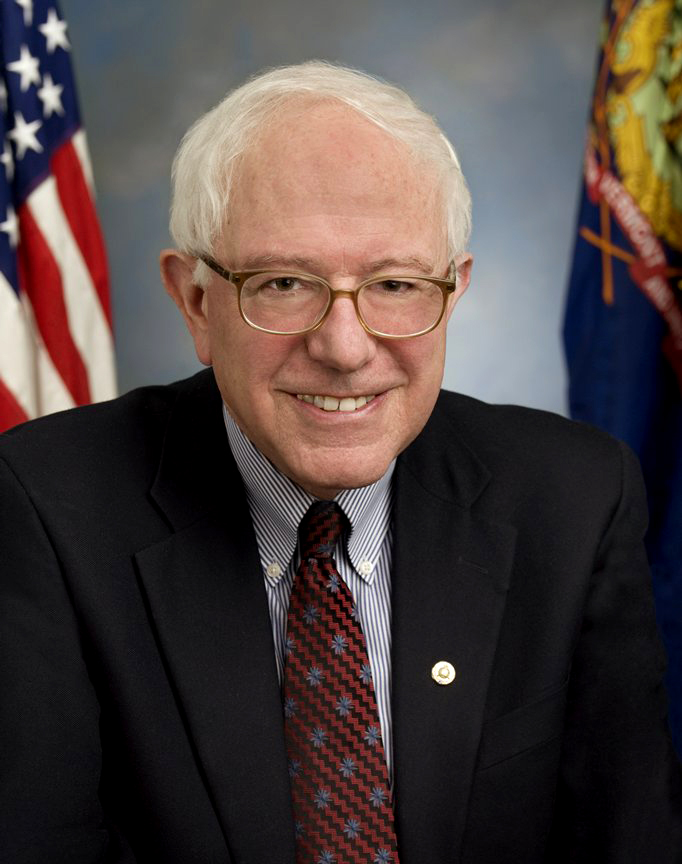
Bernie Sanders, senador júnior dos Estados Unidos por Vermont, é um socialista democrático auto-descrito que elogiou a social-democracia estilo escandinavo

Bernie Sanders, atual senador de Vermont e candidato a presidente em 2020, descreve-se como um socialista democrático. Sanders serviu como representante geral do estado de Vermont antes de ser eleito para o Senado em 2006. Em uma entrevista em 2013 ao Politico, o apresentador de rádio Thom Hartmann, cujo programa de rádio sindicalizado atrai 2,75 milhões de ouvintes por semana, afirmou sua posição como socialista democrático. A Sanders foi creditada a revitalização do movimento socialista americano, trazendo-o para a visão pública popular das eleições presidenciais de 2016. Sanders também defendeu campanhas de remoção de líderes populares na Líbia de Muammar al-Gaddafi em 2011 e na Venezuela de Nicolás Maduro em 2019. Com a eleição de Donald Trump, o DSA subiu para 25.000 membros pagantes e a SA pelo menos 30%. Alguns membros do DSA surgiram em corridas locais em estados como Illinois e Geórgia. Os assinantes da revista socialista trimestral Jacobin dobraram em quatro meses após a eleição para 30.000.
De acordo com uma pesquisa do YouGov de novembro de 2017, a maioria dos americanos de 21 a 29 anos prefere o socialismo ao capitalismo e acredita que o sistema econômico americano está trabalhando contra eles. No mesmo mês, 15 membros do DSA foram eleitos para várias posições governamentais locais e estaduais em todo o país nas eleições de 2017. Traçando sua linhagem da Nova Esquerda a Norman Thomas e Eugene Debs, a DSA era a maior organização socialista nos Estados Unidos em 2017. Em setembro de 2018, o número de membros era de 50.000, e o número de capítulos locais aumentou de 40 para 181.
Em junho de 2018, Alexandria Ocasio-Cortez, membro da DSA, venceu a primária democrata no 14º distrito congressional de Nova York, derrotando o atual presidente da Democratic Caucus Chair Joe Crowley no que foi descrito como a maior vitória de virada da temporada de eleições no meio de 2018. Ela foi eleita para a Câmara dos Deputados em novembro de 2018.
Segundo Gallup, o socialismo ganhou popularidade dentro do Partido Democrata. Em 2018, 57% dos entrevistados de tendência democrática viam o socialismo positivamente, em oposição a 53% em 2016. A percepção do capitalismo entre os eleitores de tendência democrata também sofreu um declínio desde as eleições presidenciais de 2016 de 56% para 47%. 16% dos eleitores republicanos e 37% dos adultos americanos em geral tiveram uma visão positiva do socialismo na pesquisa de 2018, em comparação com 71% e 56% com uma visão positiva do capitalismo, respectivamente. Uma Harris Poll de 2019 descobriu que o socialismo é mais popular entre mulheres do que homens, com 55% das mulheres entre 18 e 54 anos preferindo viver em uma sociedade socialista. A maioria dos homens pesquisados na pesquisa escolheu o capitalismo ao invés do socialismo. Uma pesquisa da YouGov de 2019 mostrou que 70% dos millennials votariam em um candidato à presidência socialista e mais de 30% pensam muito sobre o comunismo.
Em 2 de abril de 2019, quatro membros da DSA venceram eleições em Chicago, enquanto outros dois se mantiveram ou ganharam seu assento nas eleições de fevereiro, elevando o número total a seis socialistas no conselho. Os socialistas controlam doze por cento do poder do conselho da cidade de Chicago, o que o editor-gerente da Jacobin, Micah Uetricht, afirma no The Guardian que é mais uma evidência de uma "onda socialista" nos Estados Unidos e "a maior vitória socialista das eleições na história americana moderna".